# Schneider (Familienname)

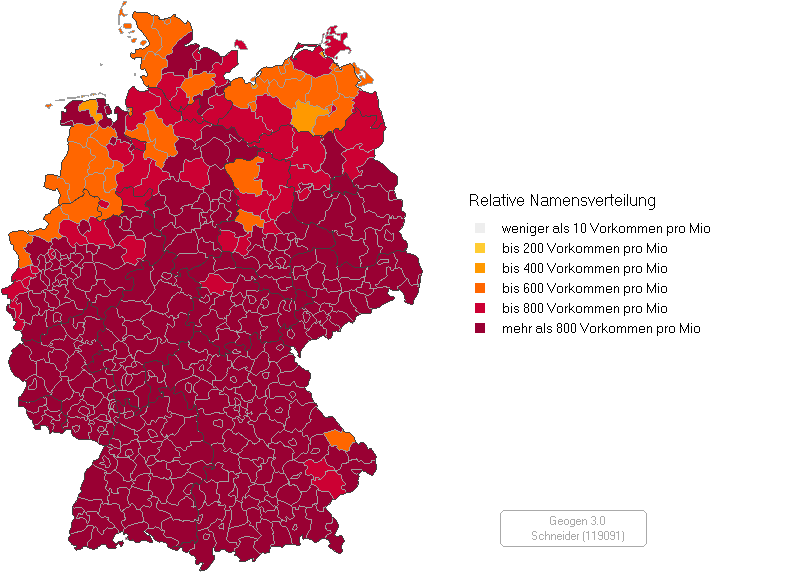
Relative Häufigkeit des Familiennamens Schneider in Deutschland (Stand: Mai 2010)

Schneider ist ein häufiger deutscher Familienname. Er entstand nicht nur aus der Berufsbezeichnung des Schneiders, denn das Schneiden ist auch eine Tätigkeit bei anderen Berufen, z. B. dem Röder (von roden; siehe Röderwirtschaft) oder dem Brettschneider (Handwerker, der Holz zu Brettern verarbeitet), dem norddeutschen Schröder oder Schrader. Letztgenannte gehen auf niederdeutsch schroden „hauen“ oder „schneiden, abschneiden, zurechtschneiden“ zurück; der norddeutsche Schröder ist somit ein süddeutscher Schneider.

## Varianten
- Schneiders
- Schneyder
- Schneiter
- Sartor, latinisiert
- Sartorius, latinisiert
- Schnider, schweizerisch
- Schnyder, schweizerisch
- Snider, niederdeutsch
- Snyder, niederdeutsch, amerikanisierte Form
- Sneijder, niederländisch
- Snijders, niederländisch
- Snyders, niederdeutsch, amerikanisierte Form
- Shnaider, Shnayder und Shneider, englische Transkription aus dem Russischen

Folgende bedeutungsmäßig identische Namen sind in Norddeutschland verbreitet:
- Schröder
- Schroeder
- Schrader

## Zusammensetzungen
Von Schneider gibt es weniger Zusammensetzungen als von anderen häufigen Familiennamen. Beispiele:
- Benschneider (z. B. Roland Benschneider, Fußballspieler)
- Hofschneider (z. B. André Hofschneider, ehemaliger Fußballspieler)
- Riemenschneider (z. B. Tilman Riemenschneider, Bildhauer)
- Schatzschneider (z. B. Dieter Schatzschneider, ehemaliger Fußballspieler)
- Wandschneider (z. B. Kai Wandschneider, ehemaliger Handballspieler, jetzt Handballtrainer)

## Häufigkeit
Schneider liegt bundesweit an dritter Stelle der Häufigkeit deutscher Familiennamen (Siehe: Liste der häufigsten Familiennamen in Deutschland), Schröder (Schroeder) an Position 17. In der Schweiz belegt Schneider Rang sechs der häufigsten Nachnamen, Schnyder Rang 142 und Schnider Rang 468 (Siehe: Liste der häufigsten Familiennamen in der Schweiz).

## Namensträger
- Schneider (Radfahrerin) (1835–1917), deutsche Radfahrerin

### A
- Aaron Schneider (* 1965), US-amerikanischer Regisseur und Kameramann
- Abdias Schneider (vor 1673–1733), deutscher Organist und Kirchenmusiker
- Achim Schneider (Wasserballspieler) (Hans-Joachim Schneider; * 1934), deutscher Wasserballspieler
- Achim Schneider (Mediziner) (* 1950), deutscher Gynäkologe
- Adalbert Schneider (Marineoffizier) (1904–1941), deutscher Korvettenkapitän
- Adalbert Schneider (Politiker) (1905–1979), deutscher Politiker (CDU), MdA Berlin
- Adam Schneider (1860–1931), deutscher Bibliothekar
- Adolf Schneider (Verwaltungsjurist) (1806–1886), deutscher Verwaltungsjurist
- Adolf Schneider (Mineraloge), deutscher Mineraloge
- Adolf Schneider (Fabrikant) (1824–1878), deutscher Uhrmacher und Fabrikant
- Adolf von Schneider (1845–1919), österreichischer Feldmarschallleutnant
- Adolf Schneider (Schauspieler) († 1949), deutscher Schauspieler
- Adolf Schneider (Maler) (1870–1961), Schweizer Maler
- Adolf Schneider (Holztechnologe) (1919–nach 1983), deutscher Hochschullehrer für Technologie des Holzes
- Adolf T. Schneider (* 1961), deutsch-amerikanischer Unternehmer, Offizier und Heimatforscher
- Agnellus Schneider (eigentlich Josef Anton Schneider; 1913–2007), deutscher Mönch, Schriftsteller und Ökologe
- Aimé Schneider (1844–1932), französischer Zoologe
- Alan Schneider (Abram Leopoldowitsch Schneider; 1917–1984), russisch-US-amerikanischer Theater- und Filmregisseur
- Albert Schneider (Eisenbahner) (1833–1910), deutscher Eisenbahnmanager
- Albert Schneider (Rechtswissenschaftler) (1836–1904), Schweizer Rechtswissenschaftler und Romanist
- Albert Schneider (Botaniker) (1863–1928), US-amerikanischer Botaniker
- Albert Schneider (Architekt) (1876–1943), Schweizer Architekt
- Albert Schneider (Boxer) (1897–1986), kanadischer Boxer
- Albert Schneider (Rennfahrer) (1900–1936), deutscher Motorradrennfahrer
- Albert Schneider (Politiker), deutscher Politiker (LDP)
- Albert Schneider (Germanist) (1910–1999), französischer Germanist und Literaturwissenschaftler, Professor an der Universität Metz
- Albert Schneider (Heimatforscher) (1922–1996), deutscher Heimatforscher
- Albert Schneider (Fußballtrainer), deutscher Fußballtrainer
- Albin Schneider (1925–2014), deutscher Polizeioffizier
- Albrecht Schneider (* 1949), deutscher Musikwissenschaftler
- Alexander von Schneider (1845–1909), deutscher Geistlicher
- Alexander Schneider, bekannt als Sascha Schneider (1870–1927), deutscher Maler und Illustrator
- Alexander Schneider (Politiker) (1882–1932), deutscher Politiker (Zentrum)
- Alexander Schneider (Dramaturg) (1883–1972), deutscher Dramaturg und Theaterkritiker
- Alexander Schneider (Musiker) (1908–1993), amerikanischer Violinist, Dirigent und Musikerzieher
- Alexander Schneider (Physiker) (* 1968), deutscher Physiker und Hochschullehrer
- Alexander Schneider (Sänger), deutscher Countertenor, Dirigent und Ensemblegründer
- Alexander Schneider (Fußballfunktionär) (* 1993), deutscher Fußballfunktionär
- Alexander Schneider-Kewenig (1881–1963), deutscher Jurist und Ministerialbeamter
- Alfons Schneider (1923–2011), deutscher Politiker (SPD)
- Alfons Maria Schneider (1896–1952), deutscher Theologe und Archäologe
- Alfred Schneider (Artist) (1876–1941), deutscher Dompteur
- Alfred Schneider (Politiker, 1895) (1895–1968), deutscher Politiker (SPD), MdL Nordrhein-Westfalen
- Alfred Schneider (Parteifunktionär) (1906–nach 1981), deutscher Widerstandskämpfer, Journalist und Parteifunktionär (SED)
- Alfred Schneider (Jurist, 1907) (1907–1994), deutscher Politiker (SPD), MdL Hessen
- Alfred Schneider (Maler) (Fredi Schneider; 1911–1996), Schweizer Maler
- Alfred Schneider (Jurist, 1911) (1911–1998), deutscher Jurist und Verwaltungsbeamter
- Alfred Schneider (Fußballspieler) (vor 1913–1944), deutscher Fußballspieler
- Alfred Schneider-Heise (1891–nach 1950), deutscher Dirigent und Komponist
- Aliocha Schneider, (* 1993), kanadischer Sänger und Schauspieler
- Alois Schneider (* vor 1955), deutscher Historiker, Volkskundler und Landesdenkmalpfleger
- Amalie Schneider-Schlöth (1839–1888), Schweizer Kochbuchautorin
- Ambrosius Schneider (1911–2002), deutscher Zisterzienser und Ordenshistoriker
- Ancilla Schneider (1905–1976), Benediktiner-Äbtissin, Kirchenmusikerin, Komponistin
- André Schneider (Politiker) (* 1947), französischer Politiker
- André Schneider (Schauspieler) (* 1978), deutscher Schauspieler und Filmemacher
- André Schneider (Volleyballspieler) (* 1982), deutscher Volleyball- und Beachvolleyballspieler
- Andre Schneider-Laub (* 1958), deutscher Hochspringer
- Andrea Schneider (Schauspielerin) (* 1985), deutsche Schauspielerin
- Andrea Schneider (Filmemacherin) (* 1986), Schweizer Filmemacherin, Animatorin und Illustratorin
- Andrea Haselwanter-Schneider (* 1968), österreichische Politikerin (FRITZ)
- Andrea H. Schneider-Braunberger (* 1968), deutsche Historikerin
- Andreas Schneider (Orgelbauer, um 1550) (um 1550–um 1620), deutscher Orgelbauer aus Luckau
- Andreas Schneider (Orgelbauer, um 1646) (um 1646–1685), deutscher Orgelbauer aus Höxter
- Andreas Schneider (Unternehmer) (1849–1929), deutscher Schreibwarenfabrikant
- Andreas Schneider (Reiseschriftsteller) (* 1951), deutscher Reiseschriftsteller
- Andreas Schneider (Fußballspieler, 1956) (* 1956), deutscher Fußballspieler
- Andreas Schneider (Fußballspieler, 1963) (* 1963), deutscher Fußballspieler
- Andreas Schneider (Schauspieler), deutscher Schauspieler und Regisseur
- Andreas Schneider, Geburtsname von Moses Schneider (* 1966), deutscher Musikproduzent
- Andreas Schneider (Politiker), Mitarbeiter der SPD-Landtagsfraktion Niedersachsen und Mitglied der 17. Bundesversammlung
- Andreas Schneider-Neureither (1964–2020), deutscher Physiker und Wirtschaftsmanager
- Andreja Schneider (* 1964), deutsche Schauspielerin
- Andy Schneider (Politiker) (* 1959), Schweizer Politiker (SP)
- Andy Schneider (Eishockeyspieler, 1972) (Andrew Schneider; * 1972), kanadischer Eishockeyspieler
- Andy Schneider (Eishockeyspieler, 1981) (Andrew Schneider; * 1981), US-amerikanischer Eishockeyspieler und -trainer
- Angela Schneider (Kunsthistorikerin) (* 1943), deutsche Kunsthistorikerin
- Angela Schneider (Politikerin) (* 1944), deutsche Politikerin (PDS)
- Angela Schneider (Ruderin) (* 1959), kanadische Ruderin
- Angela Schneider (Schauspielerin) (* 1963), österreichische Schauspielerin und Sprecherin
- Angela Schneider-Forst (* 1963), deutsche Politikerin (CDU)
- Angie Schneider (* 1979), deutsche Rechtswissenschaftlerin und Hochschullehrerin
- Anita Schneider (* 1961), deutsche Politikerin (SPD)
- Anja Schneider, Geburtsname von Anja Krüger (* 1964), deutsche Handballspielerin
- Anja Schneider (Politikerin) (* 1968), deutsche Politikerin (CDU)
- Anja Schneider (DJ), deutsche Musikproduzentin und DJ
- Anja Schneider (Medizinerin) (* 1974), deutsche Ärztin und Hochschullehrerin
- Anja Schneider (Schauspielerin) (* 1977), deutsche Schauspielerin
- Anja Schneider, Geburtsname von Anja Scherl (* 1986), deutsche Langstreckenläuferin
- Anna Schneider (Frauenrechtlerin) (1845–1935), deutsche Frauenrechtlerin
- Anna Schneider (Autorin, 1966) (* 1966), deutsche Schriftstellerin, auch unter dem Pseudonym Anna Simons
- Anna Schneider (* 1974), deutsche Autorin; siehe Anna Kaleri
- Anna Schneider (Journalistin) (* 1990), österreichische Journalistin
- Anne Schneider (Musikerin) (* 1946), brasilianische Kantorin und Organistin
- Anne Schneider (Regisseurin) (* 1980), deutsche Theaterregisseurin
- Anne Schneider (Rechtswissenschaftlerin) (* 1983), deutsche Rechtswissenschaftlerin und Hochschullehrerin
- Anne-Marie Schneider (* 1962), französische Malerin und Grafikerin
- Annette Kopp-Schneider (* 1960), deutsche Biostatistikerin
- Anni Schneider (1930–2001), deutsche Politikerin (SPD)
- Antje Schneider (* 1971), freie Autorin und Filmemacherin
- Antje Hochwind-Schneider (* 1971), deutsche Kommunalpolitikerin
- Anton Schneider (Komponist) (1766–1822), deutscher Komponist
- Anton Schneider (1777–1820), österreichischer Jurist und Freiheitskämpfer, siehe Franz Anton Schneider
- Anton Schneider (Chronist) (1798–1867), wolgadeutscher Chronist und Lehrer
- Anton Schneider (Oberamtmann) (1802–1879), badischer Oberamtmann
- Anton Schneider (Hotelier) (1820–1872), österreichischer Hotelier
- Anton Schneider (1831–1890), deutscher Zoologe und Hochschullehrer, siehe Friedrich Anton Schneider
- Anton Schneider (Politiker) (1841–1900), österreichischer Politiker
- Anton Schneider (Bürgermeister) (1899–1973), deutscher Politiker, Bürgermeister von Leubsdorf (am Rhein)
- Anton Schneider (Komponist) (1908–1956), österreichischer Komponist
- Anton Schneider (Baubiologe) (1931–2015), deutscher Baubiologe und Hochschullehrer
- Anton Schneider (Manager) (* 1951), österreichischer Industriemanager
- Anton Schneider, bürgerlicher Name von Fatoni (* 1984), deutscher Rapper und Schauspieler
- Anton Schneider-Postrum (1869–1943), deutscher Kunsterzieher und Maler
- Anton Andreas Schneider (1774–1820), deutscher Zahnarzt
- Antonie Schneider (* 1954), deutsche Schriftstellerin
- Armin Schneider (Maler) (1886–1948), Schweizer Maler und Zeichner
- Armin Schneider (Chemiker) (1906–1986), deutscher Chemiker und Hochschullehrer
- Armin Schneider (Theologe) (* 1962), deutscher Theologe und Pädagoge
- Arnd Schneider (* 1960), deutscher Sozialanthropologe
- Arnold Schneider (Künstler) (1908–1992), deutscher Maler, Zeichner und Bildhauer
- Arnold Schneider (1920–1992), Schweizer Politiker
- Arthur Schneider (Archäologe) (1861–1905), deutscher Klassischer Archäologe
- Arthur von Schneider (1886–1968), deutscher Kunsthistoriker und Museumsleiter
- Arthur Schneider (Editor) (1926/1930–2009), US-amerikanischer Fernseheditor
- Artur Schneider (Philosoph) (1876–1945), deutscher Philosoph
- Artur Schneider (Kunsthistoriker) (1879–1946), kroatischer Kunsthistoriker, Musikschriftsteller und Kunstkritiker, Professor für Kunstgeschichte
- Artur Schneider (Fotograf) (1879–1976), kroatischer Fotograf
- Artur Schneider (Fußballspieler) (* 1993), deutscher Fußballspieler
- Astrid Schneider (* 1965), deutsche Politikerin (Bündnis 90/Die Grünen)
- Athanasius Schneider (Antonius Schneider; * 1961), deutsch-kasachischer Theologe und Geistlicher
- August Schneider (Maler, 1842) (Gerhard August Schneider; 1842–1873), norwegischer Maler und Sammler
- August Schneider (Politiker, 1851) (1851–1929), deutscher Jurist und Politiker, Bürgermeister von Kattowitz
- August Schneider (Politiker, 1879) (1879–1962), deutscher Politiker (DNVP, CDU), MdL Baden
- August Schneider (Versicherungsmanager) (1891–1969), deutscher Jurist, Ministerialbeamter und Versicherungsmanager
- August Schneider (Maler, 1894) (1894–1973), Schweizer Maler
- August Schneider (Musiker) (1902–1985), deutscher Kirchenmusiker
- August Schneider (Schausteller) (1930–2022), deutscher Schausteller
- Axel Schneider (* 1953), deutscher Kultur- und Kunstpädagoge

### B
- Balthasar Schneider (* 1984), österreichischer Skispringer
- Barbara Schneider (Dramatikerin), deutsch-US-amerikanische Dramatikerin
- Barbara Schneider (Politikerin) (* 1953), Schweizer Politikerin (SP)
- Barbara Schneider-Hofstetter, deutsche Sängerin (Sopran)
- Barbara Schneider-Kempf (* 1954), deutsche Bibliothekarin
- Barbara Schneider-Muntau, Geotechnikerin und Hochschullehrerin
- Barbara Schneider-Romen (* 1963), österreichische Komponistin und Gitarristin
- Barbara Schneider-Taylor (1960–2018), deutsche Pädagogin, Bildungswissenschaftlerin und Hochschullehrerin
- Bastian Schneider (Schriftsteller) (* 1981), deutscher Schriftsteller und Dichter
- Bastian Schneider, Pseudonym von Hans Karl Breslauer (1888–1965), österreichischer Schriftsteller
- Beate Schneider (* 1947), deutsche Medienwissenschaftlerin
- Berit Schneider-Stickler (* 1968), deutsche Medizinerin und Sängerin
- Bernadette Schneider, österreichische Moderatorin
- Bernd Schneider (Politiker) (1925–2013), deutscher Politiker, Oberbürgermeister von Gießen
- Bernd Schneider (Altphilologe) (* 1943), deutscher Altphilologe
- Bernd Schneider (Organist) (* 1951), deutscher Organist
- Bernd Schneider (Rennfahrer) (* 1964), deutscher Automobilrennfahrer
- Bernd Schneider (Schachspieler) (* 1965), deutscher Schachspieler
- Bernd Schneider (Fußballspieler) (* 1973), deutscher Fußballspieler
- Bernhard Schneider (Maler) (1843–1907), deutsch-amerikanischer Landschaftsmaler der Düsseldorfer Schule und Fotograf
- Bernhard Schneider (Richter) (* 1957), deutscher Jurist und Richter am Bundesgerichtshof
- Bernhard Schneider (Historiker) (* 1958), Schweizer Historiker und Publizist
- Bernhard Schneider (Theologe) (* 1959), deutscher Theologe und Präsident der Gesellschaft für mittelrheinische Kirchengeschichte
- Bernhard Schneider (Musiker) (* 1960), österreichischer Musikpädagoge, Komponist, Chorleiter und Organist
- Bernhard Schneider (Schriftsteller) (* 1961), deutscher Schriftsteller
- Bernhard Schneider (Sänger) (* 1967), deutscher Sänger (Tenor)
- Bernhard Schneider (General), deutscher Brigadegeneral
- Bernhard Schneider-Blumberg (1861–1956), deutscher Maler
- Bert Schneider (1897–1986), kanadischer Boxer, siehe Albert Schneider (Boxer)
- Bert Schneider (Filmproduzent) (1933–2011), US-amerikanischer Filmproduzent
- Bert Schneider (Rennfahrer) (1936–2009), österreichischer Motorradrennfahrer
- Berthold Schneider (Biometriker) (* 1932), deutscher Biometriker und Hochschullehrer
- Berthold Schneider (Mediziner) (* 1952), deutscher Chirurg und Hochschullehrer
- Berthold Schneider (Dramaturg) (* 1965), deutscher Intendant, Regisseur und Dramaturg
- Birgit Schneider (Bibliothekarin) (1954–2007), deutsche Bibliothekarin
- Birgit Schneider (Schachspielerin) (* 1960), deutsche Fernschachspielerin
- Birgit Schneider (Schauspielerin) (* 1960), deutsche Schauspielerin
- Birgit Schneider (Geowissenschaftlerin) (* 1971), deutsche Geowissenschaftlerin und Klimaforscherin
- Birgit Schneider (Medienwissenschaftlerin) (* 1972), deutsche Designerin und Kommunikationswissenschaftlerin
- Birgit Schneider-Bönninger (* 1963), deutsche Historikerin und Archivarin
- Björn Schneider (* 1973), Schweizer Eishockeyspieler
- Bob Schneider (* 1962), deutscher Schauspieler, Kabarettist und Travestiekünstler
- Boris Schneider-Johne (* 1966), deutscher Computerspieleentwickler
- Brad Schneider (* 1961), US-amerikanischer Politiker
- Braden Schneider (* 2001), kanadischer Eishockeyspieler
- Bruno Schneider (Politiker) (1886–1969), deutscher Politiker (DNVP)
- Bruno Schneider (Musiker) (* 1957), Schweizer Hornist
- Bruno Schneider (Leichtathlet), österreichischer Mittelstreckenläufer
- Burghard Schneider (* 1944), deutscher Politiker (SPD)
- Burgi Schneider-Manns Au (1942–2016), österreichische Journalistin und Modeexpertin
- Burkhart Schneider (1917–1976), deutscher römisch-katholischer Priester, Jesuit und Theologe
- Buzz Schneider (William Conrad Schneider; * 1954), US-amerikanischer Eishockeyspieler

### C
- Camillo Karl Schneider (1876–1951), deutscher Botaniker, Gartenarchitekt und Schriftsteller
- Carl Schneider (1854–1945), deutscher Journalist und Publizist, siehe Karl Schneider (Journalist)
- Carl Schneider (Jurist) (1804–1868), deutscher Jurist und Abgeordneter
- Carl Schneider (Orgelbauer) (1817–1875), deutscher Orgelbauer
- Carl Schneider (Theologe, 1870) (1870–1943), deutscher Theologe und Schriftsteller
- Carl Schneider (Drehbuchautor) (auch Karl Schneider; 1872–1958), deutscher Drehbuchautor
- Carl Schneider (Mediziner) (1891–1946), deutscher Psychiater
- Carl Schneider (Theologe, 1900) (1900–1977), deutscher Theologe
- Carl Schneider (Unternehmer) (1901–1993), deutscher Unternehmer und Firmengründer
- Carl Schneider (Tierzüchter) (1902–1964), deutscher Landwirt und Tierzüchter
- Carl Franz Schneider, Geburtsname von Franz Schnei (1901–1971), deutscher Maler, Grafiker und Widerstandskämpfer
- Carl Gottlieb Schneider (1839–1888), deutscher Fabrikant → Artikel Carl Gottlieb Schneider im GenWiki
- Carl Samuel Schneider (1801–1882), österreichischer Theologe und Politiker, siehe Karl Samuel Schneider
- Carlos Schneider (1889–1932), Schweizer Maler
- Carola Schneider (* 1972), österreichische Journalistin
- Carolin Schneider (* 1995), deutsche Medizinerin
- Caroline Schneider (Tennisspielerin) (* 1973), deutsche Tennisspielerin
- Caroline Schneider (Schauspielerin) (* 1984), deutsche Schauspielerin
- Carsten Schneider (Künstler) (* 1971), deutscher Schriftsteller und Künstler
- Carsten Schneider (* 1976), deutscher Politiker (SPD) und Bundesminister
- Catharina Schneider (1856–1918), russische Russisch-Lehrerin der Romanow-Familie
- Cécile Casado-Schneider (* 1978), Schweizer Politikerin (SP) und Kantonsrätin
- Ceslaus Maria Schneider (1840–1908), deutscher römisch-katholischer Theologe
- Charles Conrad Schneider (eigentlich Carl Conrad Schneider; 1843–1916), deutsch-US-amerikanischer Ingenieur und Brückenkonstrukteur
- Charlotte Schneider (1876–1942), Opfer des Holocaust, siehe Liste der Stolpersteine im Pongau
- Christian Schneider (Politiker) (1876–1933), deutscher Politiker (DDP), MdL Baden
- Christian Schneider (Chemiker) (1887–1972), deutscher Chemiker und Unternehmer
- Christian Schneider (Redakteur) (1896–1962), deutscher Redakteur und nachrichtendienstlicher Kurier
- Christian Schneider (Schriftsteller) (* 1938), deutsch-sorbischer Journalist und Schriftsteller
- Christian Schneider (Kulturwissenschaftler) (* 1951), deutscher Kulturwissenschaftler
- Christian Schneider (Musiker) (* 1962), deutscher Musiker, Arrangeur, Komponist und Musikproduzent
- Christian Schneider (Verwaltungsjurist) (* 1964), deutscher politischer Beamter
- Christian Schneider (Germanist) (* 1974), deutscher Germanist
- Christian Schneider (Redakteur, 1974) (* 1974), deutscher Redakteur und Moderator
- Christian Schneider (Fußballspieler) (* 1976), deutscher Fußballspieler
- Christian Schneider (Illustrator) (* 1978), deutscher Illustrator
- Christian Immo Schneider (* 1935), deutsch-amerikanischer Germanist, Komponist und Hochschullehrer
- Christian Jakob von Schneider (1772–1829), deutscher Schriftsteller und Verleger
- Christian Wilhelm Schneider (Geistlicher, 1678) (1678–1725), deutscher Pfarrer
- Christian Wilhelm Schneider (Geistlicher, 1734) (1734–1797), deutscher Theologe und Generalsuperintendent
- Christiane Schneider (1948), deutsche Politikerin (Die Linke)
- Christine Schneider (* 1956), deutsche Jazzpianistin, siehe Tine Schneider
- Christine Schneider (Moderatorin), deutsche Fernsehmoderatorin und -redakteurin
- Christine Schneider (Politikerin) (* 1972), deutsche Politikerin (CDU)
- Christine Schneider (Fußballspielerin) (* 1990), deutsche Fußballspielerin
- Christof Stein-Schneider (* 1962), deutscher Gitarrist
- Christoph Schneider (Politiker) (1775–1816), deutscher Grebe und Abgeordneter
- Christoph Schneider (Chemiker) (* 1963), deutscher Chemiker
- Christoph Schneider (Geograph) (* 1965), deutscher Geograph, Hochschullehrer für Klimageographie
- Christoph Schneider (* 1966), deutscher Schlagzeuger
- Christoph Schneider (Langstreckler), deutscher Langstreckenläufer
- Christoph Schneider-Harpprecht (* 1955), deutscher Theologe und Hochschullehrer
- Clara Schneider (* 2004), deutsche Radsportlerin
- Claudia Schneider-Esleben (* 1949), deutsche Architektin, Designerin, Autorin und Kuratorin
- Claudine Schneider (* 1947), US-amerikanische Politikerin
- Claus M. Schneider (* 1958), deutscher Physiker
- Clemens Schneider (1916–2002), deutscher Pädagoge und Schriftsteller
- Clemens Diederik Hendrik Schneider (1832–1925), niederländischer Generalleutnant und Politiker
- Cole Schneider (* 1990), US-amerikanischer Eishockeyspieler
- Conrad Schneider (Architekt), deutscher Architekt
- Conrad Pfeil-Schneider (1883–??), deutscher Gärtner und Unternehmensgründer
- Conrad Michael Schneider (1673–1752), deutscher Komponist, Organist und Kirchenmusiker
- Conrad Viktor Schneider (1614–1680), deutscher Mediziner, siehe Konrad Viktor Schneider
- Corinne Schneider (* 1962), Schweizer Leichtathletin
- Cory Schneider (* 1986), US-amerikanischer Eishockeytorwart
- Cybèle Schneider (* 1996), Schweizer Triathletin und Radsportlerin

### D
- Dan Schneider (* 1966), US-amerikanischer Filmschaffender
- Daniel Schneider (Theologe) (1669–1748), deutscher Theologe
- Daniel Schneider (Politiker, 1825) (1825–1910), Schweizer Politiker
- Daniel Schneider (Eishockeyspieler) (* 1976), Schweizer Eishockeyspieler
- Daniel Schneider (Politiker, 1976) (* 1976), deutscher Politiker (SPD)
- Daniel Schneider (Handballspieler), uruguayischer Handballspieler
- Daniel Schneider (Rallyefahrer), österreichischer Rallyefahrer
- Daniel Schneider (Journalist) (* 1979), deutscher Journalist und Theologe
- Daniel Schneider (Snookerspieler) (* 1986), deutscher Snookerspieler
- Daniel Schneider (Poolbillardspieler) (* 1995), Schweizer Poolbillardspieler
- David Schneider (Anthropologe) (1918–1995), US-amerikanischer Anthropologe
- David Schneider (Tennisspieler) (* 1955), südafrikanisch-US-amerikanischer Tennisspieler
- David Schneider (Schauspieler) (* 1963), britischer Schauspieler und Komiker
- David Schneider (Drehbuchautor) (* 1977), US-amerikanischer Drehbuchautor
- David Schneider (Eishockeyspieler) (* 1979), US-amerikanischer Eishockeyspieler
- David Schneider (Orientierungsläufer) (* 1981), Schweizer Orientierungsläufer
- David Schneider, Geburtsname von David Guthier (* 1989), deutscher Politiker (SPD)<
- David Hinrich Schneider (1755–1826), deutscher Jurist und Entomologe
- David Tobias Schneider (* 1982), deutscher Schauspieler
- Dennis Schneider (* 1988), deutscher E-Sportler
- Diana Schneider (* 1982), deutsche Schauspielerin
- Diana Maximowna Schneider (* 2004), russische Tennisspielerin
- Dick Schneider (Derk Schneider; * 1948), niederländischer Fußballspieler
- Dieter Schneider (Gewerkschaftsfunktionär) (1931–2008), deutscher Gewerkschaftsfunktionär und Journalist
- Dieter Schneider (Ökonom) (1935–2014), deutscher Wirtschaftswissenschaftler
- Dieter Schneider (Liedtexter) (1937–2023), deutscher Textdichter
- Dieter Schneider (Pastor) (* 1938), deutscher Pastor und Autor
- Dieter Schneider (Sportfunktionär) (1947–2017), deutscher Unternehmer und Sportfunktionär
- Dieter Schneider (Fußballspieler) (* 1949), deutscher Fußballspieler
- Dieter Schneider (Polizist) (* 1954), deutscher Polizeibeamter
- Dieter Schneider (Fechter) (* 1959), deutscher Fechter
- Dietmar Schneider (Fotograf) (1939–2022), deutscher Fotograf
- Dietmar Schneider (Mediziner) (* 1943), deutscher Neurologe
- Dietmar Schneider (Musiker) (1952–2017), deutscher Organist und Chorleiter
- Dietmar Schneider (Radballspieler) (* 1974), österreichischer Radballspieler
- Dietrich Schneider (1919–2008), deutscher Biologe
- Dirk Schneider (Politiker) (1939–2002), deutscher Politiker (Bündnis 90/Die Grünen, PDS), MdB und IM der Staatssicherheit der DDR
- Dirk Schneider (Regisseur) (* 1968), deutscher Regisseur und Autor
- Dominik Schneider (Mediziner) (* 1966), deutscher Kinderarzt
- Dominik Schneider (Basketballspieler) (* 1985), deutscher Basketballspieler
- Doris Schneider (1934–2011), deutsche Politikerin (SPD)
- Dorothee Schneider (* 1969), deutsche Dressurreiterin

### E
- Eberhard Schneider (* 1941), deutscher Politikwissenschaftler
- Eckhard Schneider (Museumsleiter) (1943–2022), deutscher Museumsleiter
- Eckhard Schneider (Politiker) (* 1952), deutscher Politiker (CDU)
- Edgar Schneider (* 1949), deutscher Fußballspieler
- Edda Schneider, deutsche Richterin des Bayerischen Verfassungsgerichtshofs
- Edgar W. Schneider (* 1954), österreichischer Anglist, Sprachwissenschaftler und Hochschullehrer
- Edith Schneider (1919–2012), deutsche Schauspielerin
- Edmund Schneider (Politiker), deutscher Politiker, MdL Sachsen
- Edmund Schneider (Konstrukteur) (1901–1968), deutscher Flugzeugkonstrukteur und Unternehmer
- Edmund Schneider (Putschist) (1902–1970), deutscher Bankbeamter und politischer Aktivist
- Eduard Schneider (Redakteur) (* 1944), deutscher Germanist, Rumänist und Zeitungsredakteur
- Eduard Schneider (Radsportler) (* 1948), Schweizer Radrennfahrer
- Eduard Schneider-Davids (1869–1970), deutscher Ingenieur, Baurat und Heimatschriftsteller
- Edwin Schneider (1874–1958), US-amerikanischer Pianist, Lehrer und Musikredakteur
- Edwin Peter Schneider (* 1953), deutscher Maler
- Egidius Schneider (1893–1958), deutscher Sozialarbeiter und Erwachsenenbildner
- Egon Schneider (Architekt) (1924–1980), deutscher Architekt
- Egon Schneider (Jurist) (1927–2014), deutscher Jurist und Richter
- Eleonore Schneider (1907–1982), deutsche Politikerin (CDU), MdA Berlin
- Elfe Schneider (1903–1970), deutsche Schauspielerin, Synchronsprecherin und Fotografin
- Elisabeth Schneider-Schneiter (* 1964), Schweizer Politikerin (CVP)
- Elisabeth Baume-Schneider (* 1963), Schweizer Politikerin (SP)
- Eliza Schneider (* 1978), US-amerikanische Schauspielerin, Singer-Songwriterin, Dramatikerin, Historikerin und Synchronsprecherin
- Ellen Schneider-Lenné (1942–1996), deutsche Bankmanagerin
- Elmar Schneider (1945–2003), deutscher Politiker (CDU)
- Elsbeth Schneider-Kenel (* 1946), Schweizer Politikerin
- Emil Schneider (Schauspieler) (1832–1896), deutscher Schauspieler
- Emil Schneider (Schriftsteller) (Emil Heinrich Schneider; 1839–1928), deutschamerikanischer Buchhändler, Schriftsteller, Pfarrer und Missionar
- Emil Schneider (Unternehmer) (1864–1934), deutscher Waffenfabrikant
- Emil Schneider (Jurist) (1871–nach 1936), deutscher Verwaltungsjurist und Bezirksoberamtmann
- Emil Schneider (Maler) (auch Émile Schneider; 1873–1948), deutsch-französischer Maler und Grafiker
- Emil Schneider (Politiker) (1883–1961), österreichischer Politiker (CS/ÖVP)
- Emil Schneider (Fußballspieler), deutscher Fußballspieler
- Émilie Schneider (1820–1859), deutsche Nonne
- Emily Schneider (* 2003), deutsche Nordische Kombiniererin und Skispringerin
- Enjott Schneider (* 1950), deutscher Komponist und Musikwissenschaftler
- Epiphany Schneider (1903–1977), deutsche römisch-katholische Ordensfrau, Missionarin und Märtyrin
- Erdmann Gottfried Schneider (1700–1767), Bürgermeister von Bautzen
- Eric Schneider (Schauspieler) (1934–2022), niederländischer Schauspieler
- Eric Schneider (Jazzmusiker) (* um 1954), US-amerikanischer Saxophonist und Klarinettist
- Eric Schneider (Pianist) (* 1963), deutscher Pianist
- Eric Schneider (Eishockeyspieler) (* 1977), kanadischer Eishockeyspieler
- Erich Schneider (Politiker, 1891) (1891–1935), deutscher Politiker (NSDAP)
- Erich Schneider (Autor) (1891–??), deutscher Naturwissenschaftler und Autor
- Erich Schneider (Kirchenmusiker) (1892–1979), deutscher Kirchenmusiker
- Erich Schneider (Offizier) (1894–1980), deutscher Generalleutnant
- Erich Schneider (Politiker, 1895) (1895–1959), deutscher Politiker (SPD)
- Erich Schneider (Ökonom) (1900–1970), deutscher Wirtschaftstheoretiker
- Erich Schneider (1907–1995), deutsch-sorbischer Pädagoge und Herausgeber, siehe Paul Erich Krawc
- Erich Schneider (Musikwissenschaftler) (1911–2001), österreichischer Germanist und Musikwissenschaftler
- Erich Schneider (Kaufmann) (1911–2005), deutscher Verlagsmanager und Verbandsfunktionär
- Erich Schneider (Geologe) (1924–2014), deutscher Geologe
- Erich Schneider (Politiker, 1933) (1933–2024), deutscher Politiker (CDU)
- Erich Schneider (Fußballspieler) (* 1952), österreichischer Fußballspieler
- Erich Schneider (Kunsthistoriker) (* 1954), deutscher Kunsthistoriker und Museologe
- Erich Schneider (Schiedsrichter) (* 1954), deutscher Fußballschiedsrichter
- Erich Schneider-Leyer (1908–1976), deutscher Kynologe und Autor
- Erich Schneider-Wessling (1931–2017), deutscher Architekt
- Erik Schneider (* 1967), deutscher Designer und Hochschullehrer
- Ernst Schneider (Oberamtmann) (1778–1841), badischer Oberamtmann
- Ernst von Schneider (1846–1914), deutscher Reichsgerichtsrat
- Ernst Schneider (Politiker) (1850–1913), österreichischer Politiker
- Ernst Schneider (Gartenbauer) (1874–1968), deutscher Gartenbauer
- Ernst Schneider (Pädagoge) (1878–1957), Schweizer Pädagoge und Psychoanalytiker
- Ernst Schneider (Architekt) (1879–1962), Schweizer Architekt
- Ernst Schneider (Kunsthistoriker) (1881–??), deutscher Kunsthistoriker
- Ernst Schneider (Fotograf) (1881–1959), deutscher Fotograf
- Ernst Schneider (Erfinder) (1894–1975), österreichischer Erfinder
- Ernst Schneider (Physiker) (1900–nach 1965), deutscher Physiker und Hochschullehrer
- Ernst Schneider (Unternehmer, 1900) (1900–1977), deutscher Unternehmer
- Ernst Schneider (Märtyrer) (1914–1944), deutscher römisch-katholischer Kaufmann und Märtyrer
- Ernst Schneider (Maler) (1917–1990), Schweizer Maler
- Ernst Schneider (Unternehmer, 1921) (1921–2009), Schweizer Unternehmer
- Ernst Schneider (Keramiker) (1922–2010), Schweizer Keramiker und Plastiker
- Ernst Schneider (Mediziner) (1925–1991), deutscher Histologe
- Ernst Schneider (Richter) (1941–2003), deutscher Richter
- Ernst Schneider (Unternehmensberater) (* 1944), deutscher Unternehmensberater
- Ernst Schneider (Bildhauer) (* 1949), Schweizer Bildhauer
- Ernst August Schneider (1902–1976), deutscher Dramaturg, Regisseur und Theaterdirektor
- Ernst Klaus Schneider (* 1936), deutscher Musikpädagoge und Hochschullehrer
- Ernst Robert Schneider (1825–1900), deutscher Chemiker
- Ernst W. Schneider (* 1945), deutscher Maler
- Ernst-Wilhelm Schneider (1924–2014), deutscher Brigadegeneral
- Erwin Schneider (Theologe) (1892–1969), österreichischer Theologe und Hochschullehrer
- Erwin Schneider (Bergsteiger) (1906–1987), deutscher Bergsteiger und Kartograf
- Erwin Schneider (Politiker, 1910) (1910–1998), Schweizer Politiker (SP)
- Erwin Schneider (Glasmaler), österreichischer Glasmaler
- Erwin Schneider (Fußballspieler, 1918) (1918–nach 1960), deutscher Fußballspieler und -trainer
- Erwin Schneider (Fußballspieler, 1955) (1955–2007), österreichischer Fußballspieler und -funktionär
- Erwin Schneider (Politiker, 1961) (* 1961), deutscher Politiker (CSU)
- Eta Harich-Schneider (1894–1986), deutsche Cembalistin, Musikwissenschaftlerin und Japanologin
- Etienne Schneider (* 1971), luxemburgischer Politiker
- Eugen Schneider (Jurist) (1822–1880), deutscher Jurist
- Eugen von Schneider (1854–1937), deutscher Archivar und Historiker
- Eugen Schneider (Architekt) (1880–1953), Schweizer Architekt und Politiker (FDP)
- Eugen Schneider (Landrat) (1898–1983), deutscher Politiker (CDU), Landrat des Rhein-Wupper-Kreises
- Eugen Schneider (Prähistoriker) (1941–2004), deutscher Prähistoriker
- Eugène Schneider (Joseph Eugène Schneider; 1805–1875), französischer Industrieller
- Eulogius Schneider (1756–1794), deutscher Ordensgeistlicher und Religionsphilosoph
- Eva Schneider, Pseudonym von Hilde Meisel (1914–1945), österreichische Publizistin und Widerstandskämpferin
- Eva Schneider (Übersetzerin) (* 1933), slowakisch-US-amerikanische Übersetzerin, Holocaustüberlebende
- Eva Schneider (Richterin), deutsche Richterin am Bundespatentgericht (1986–1990)
- Eva Schneider (Filmschaffende), österreichische Filmschaffende
- Eva Schneider (Badminton) (* um 1980), deutsche Badmintonspielerin
- Evamaria Schneider-Esleben (Geburtsname van Diemen-Meyerhof; 1922–2007), deutsche Schriftstellerin
- Eva Maria Schneider-Gärtner (* 1964), deutsche Politikerin (AfD), MdL Mecklenburg-Vorpommern
- Ewald Schneider (1859–1924), deutscher Theologe und Autor

### F
- Fanni Schneider (* 1996), österreichische Schauspielerin
- Fedor Schneider (1879–1932), deutscher Historiker
- Felix Schneider (Verleger) (1768–1845), Schweizer Drucker und Verleger
- Felix Schneider (Eishockeyspieler) (* 1978), deutscher Eishockeyspieler
- Felix Schneider (Koch) (* 1985), deutscher Koch
- Felix Schneider (Hockeyspieler) (* 1996), deutscher Hockeyspieler
- Ferdinand Schneider (Politiker, 1811) (1811–1885), mährischer Politiker, MdL Mähren
- Ferdinand Schneider (Politiker, 1812) (1812–1875), österreichischer Politiker, Vorarlberger Landtagsabgeordneter
- Ferdinand Schneider (Botaniker) (1834–1882), Schweizer Apotheker und Botaniker
- Ferdinand Schneider (Politiker, 1843) (1843–1885), deutscher Politiker (DtVP), MdL Baden
- Ferdinand Schneider (Ingenieur) (1866–1955), deutscher Ingenieur, Unternehmer und Erfinder
- Ferdinand Schneider (Chemiker) (1911–1984), deutscher Chemiker
- Ferdinand Josef Schneider (1879–1954), deutscher Literaturhistoriker und Hochschullehrer
- Florian Schneider (Sänger) (* 1959), Schweizer Sänger
- Florian Schneider (Politiker, 1972) (* 1972), deutscher Politiker (SPD), Bürgermeister von Burghausen
- Florian Schneider (Politiker, 1991) (* 1991), deutscher Politiker (SPD), MdL Hessen
- Florian Schneider-Esleben (1947–2020), deutscher Musiker
- Flurina Schneider (* 1976), Schweizer Humangeografin und Nachhaltigkeitsforscherin
- Frank Schneider (Musikwissenschaftler) (* 1942), deutscher Musikwissenschaftler, Intendant und Hochschullehrer
- Frank Schneider (Journalist) (* 1958), deutscher Taucher, Fotograf und Reisejournalist
- Frank Schneider (Mediziner) (* 1958), deutscher Psychiater und Psychologe
- Frank Schneider (Politiker, 1961) (* 1961), deutscher Politiker (FDP), Oberbürgermeister von Mühlacker
- Frank Schneider (Politiker, 1963) (* 1963), deutscher Politiker (CDU), Bürgermeister von Langenfeld
- Frank Schneider (Schiedsrichter) (* 1979), französischer Fußballschiedsrichter
- Franz Schneider (Politiker, um 1488) (um 1488–1560), deutscher Politiker, Bürgermeister von Görlitz
- Franz Schneider (Organist) (1737–1812), österreichischer Organist und Komponist
- Franz von Schneider (1813–1897), österreichischer Chemiker
- Franz Schneider (Ingenieur) (1871–1941), deutscher Flugzeugkonstrukteur und Unternehmer
- Franz Schneider (Verleger, 1875) (1875–1946), deutscher Verleger
- Franz Schneider (Architekt) (1877–1948), deutscher Architekt und Denkmalpfleger
- Franz Schneider (Philologe) (1883–1976), US-amerikanischer Philologe, Philosoph und Hochschullehrer deutscher Herkunft
- Franz Schneider (Widerstandskämpfer, 1894) (1894–1933), deutscher Widerstandskämpfer
- Franz Schneider (Fotograf) (1898–1974), Schweizer Fotograf
- Franz Schneider (Widerstandskämpfer, 1900) (1900–nach 1956), Schweizer Widerstandskämpfer
- Franz Schneider (Schauspieler) (1916–1985), deutscher Schauspieler
- Franz Schneider (Politiker, 1920) (1920–1985), deutscher Politiker (CVP)
- Franz Schneider (Politikwissenschaftler) (1932–2013), deutscher Politikwissenschaftler
- Franz Schneider (Theologe) (1932–2017), deutscher Liturgiewissenschaftler
- Franz Schneider von Dillenburg (1799–1879), österreichischer Generalmajor
- Franz Albert Schneider (1802–1887), deutscher Kaufmann
- Franz Anton Schneider (1777–1820), österreichischer Jurist und Freiheitskämpfer
- Franz Egon Schneider (1880–1943), deutscher Theologe und Hochschullehrer
- Franz-Joachim Schneider (1925–2008), deutscher Verleger und Künstler
- Franzjosef Schneider (1888–1972), deutscher Heimatdichter
- Franz Josef Schneider, bekannt als Geigerfränzje (1893–1962), deutscher Musiker und Alleinunterhalter
- Franz-Josef Schneider (Künstlername Joseph Kamikaze; * 1947), deutscher Maler und Objektkünstler
- Franz Joseph Schneider (1912–1984), deutscher Journalist und Schriftsteller
- Franz Paul Schneider (1902–1970), deutscher Staatswissenschaftler
- Franz Xaver Schneider (Bildhauer) (1789–1847), deutsch-österreichischer Bildhauer
- Franz Xaver Schneider (Jurist) (1805–1882), österreichischer Bergbeamter, Jurist und Hochschullehrer
- Fred Schneider (* 1951), US-amerikanischer Musiker
- Fridolin Schneider (Politiker, 1823) (1823–1899), Schweizer Jurist und Politiker, Nationalrat Aargau
- Fridolin Schneider (Politiker, 1850) (1850–1922), deutscher Lehrer und Politiker (Zentrum), MdR
- Friedemann W. Schneider (1933–2017), deutscher Physikochemiker
- Friedhelm Schneider (Politiker) (1928–2021), deutscher Kommunalpolitiker (SPD)
- Friedhelm Schneider (Fußballspieler) (* 1953), deutscher Fußballspieler
- Friedrich Schneider (Architekt, I), deutscher Architekt
- Friedrich Schneider (Komponist) (1786–1853), deutscher Komponist
- Friedrich Schneider (Maler) (1799–1855), deutscher Offizier und Maler
- Friedrich Schneider (Verleger) (1815–1864), deutscher Verleger
- Friedrich Schneider (Geistlicher) (1836–1907), deutscher Geistlicher und Kunstwissenschaftler
- Friedrich Schneider (Architekt, 1848) (1848–1920), Schweizer Architekt
- Friedrich Schneider (Pädagoge) (1881–1974), deutscher Erziehungswissenschaftler
- Friedrich Schneider (Jurist) (1882–1945), deutscher Jurist und Polizeibeamter
- Friedrich Schneider (Politiker) (1886–1966), Schweizer Politiker
- Friedrich Schneider (Historiker) (1887–1962), deutscher Mediävist
- Friedrich Schneider (Manager) (1913–1981), deutscher Jurist und Wissenschaftsmanager
- Friedrich Schneider (Philosoph) (1915–1977), deutscher Philosoph
- Friedrich Schneider (Ingenieur) (1937–2022), deutscher Ingenieur und Hochschullehrer
- Friedrich Schneider (Ökonom) (* 1949), deutscher Ökonom
- Friedrich Schneider-Kipfer (1882–1965), Schweizer Landwirt und Verbandsfunktionär
- Friedrich August Adolf Schneider (1824–1878), deutscher Uhrmacher, Unternehmer und Politiker
- Friedrich J. H. Schneider (Friedrich Jacob Heinrich Schneider; 1923–2000), deutscher Maler
- Friedrich Wilhelm Schneider (Forstwissenschaftler) (1801–1879), deutscher Forstwissenschaftler und Mathematiker
- Friedrich Wilhelm Schneider (Politiker), deutscher Politiker, MdL Sachsen
- Fritz Schneider (Politiker, 1838) (1838–1921), deutscher Schriftsteller und Politiker (DFP, FVp)
- Fritz Schneider (Maler, 1848) (1848–1885), deutscher Maler
- Fritz Schneider (Maler, 1875) (1875–1950), deutscher Zeichenlehrer und Kirchenmaler
- Fritz Schneider (Politiker, II), deutscher Politiker (SPD), Bezirksbürgermeister von Berlin-Mitte
- Fritz Schneider (Verleger) (1901–nach 1960), deutscher Zeitungsverleger
- Fritz Schneider (Entomologe) (1911–1985), Schweizer Insektenforscher
- Fritz Schneider (Politiker, 1916) (1916–2006), deutscher Jurist und Politiker (FDP, CDU)
- Fritz Schneider (Skispringer) (* 1928), Schweizer Skispringer
- Fritz Schneider (Politiker, 1930) (1930–2003), Schweizer Politiker (FDP)

### G
- Gabriel Schneider (Geistlicher) (1812–1867), böhmischer Geistlicher und Ordensgründer
- Gabriel Schneider (Programmierer),  Programmierer und Analytiker
- Gabriel Schneider (Fußballspieler) (* 1990), österreichischer Fußballspieler
- Gabriel Schneider (Schauspieler) (* 1993), deutscher Schauspieler
- Gabriele Schneider (1905–1967), Lehrerin, MdV
- Gebhard von Schneider (1826–1909), württembergischer Landtagsabgeordneter
- Georg Schneider (Maler) (1759–1843), deutscher Maler
- Georg Schneider (Politiker, 1765) (1765–1833), deutscher Politiker, MdL Baden
- Georg Schneider (Erfinder) (1815–1872), österreichischer Ingenieur und Erfinder
- Georg Schneider (Architekt) (1828–??), deutscher Architekt
- Georg Schneider (Glasmaler), deutscher Glasmaler
- Georg Schneider (Politiker, 1875) (1875–1949), deutscher Politiker (LDP), MdL Brandenburg
- Georg Schneider (Bibliothekar) (1876–1960), deutscher Bibliothekar
- Georg Schneider (Verwaltungsjurist) (1876–1961), deutscher Verwaltungsbeamter, Landrat von Höchstadt an der Aisch
- Georg Schneider (Komponist, 1878) (1878–1958), deutscher Komponist
- Georg Schneider (Bildhauer) (1882–1965), deutscher Bildhauer, Restaurator und Denkmalpfleger
- Georg Schneider (NS-Funktionär) (1889–nach 1945), deutscher NS-Funktionär
- Georg Schneider (Fußballspieler, 1892) (1892–1961), deutscher Fußballspieler
- Georg Schneider (Politiker, 1892) (1892–1977), deutscher Politiker (CDU), MdB
- Georg Schneider (Komponist, 1898) (auch Georg Schneider-Colette;  1898–1973), österreichischer Komponist und Orchestergründer
- Georg Schneider (Pfarrer) (1902–nach 1952), deutscher Pfarrer und Autor
- Georg Schneider (Politiker, 1902) (1902–1972), deutscher Schriftsteller und Politiker (FDP), MdL Bayern
- Georg Schneider (Politiker, 1909) (1909–1970), deutscher Agrarbiologe, Hochschullehrer und Politiker (KPD/SED)
- Georg Schneider (Pharmakologe) (1925–2018), deutscher Pharmakologe und Hochschullehrer
- Georg Schneider (Fußballspieler, 1959) (* 1959), deutscher Fußballspieler
- Georg Schneider (Wirtschaftswissenschaftler) (* 1980), österreichischer Wirtschaftswissenschaftler
- Georg Abraham Schneider (1770–1839), deutscher Hornist und Komponist
- Georg C. Schneider (* 1995), deutscher Judoka
- Georg Jakob Schneider (1809–1883), deutscher Architekt
- Georg Laurenz Schneider (1766–1855), deutscher Komponist und Dirigent
- George J. Schneider (1877–1939), US-amerikanischer Politiker
- Georges Schneider (Bildhauer) (1919–2010), Schweizer Bildhauer
- Georges Schneider (Skirennfahrer) (1925–1963), Schweizer Skirennfahrer
- Gerald Schneider (Politikwissenschaftler) (* 1962), Schweizer Politikwissenschaftler und Hochschullehrer
- Gerald Schneider (Fußballspieler) (* 1982), österreichischer Fußballspieler
- Gérard Ernest Schneider (1896–1986), Schweizer Maler
- Gerd Schneider (Bauhistoriker) (1927–2008), deutscher Bauhistoriker
- Gerd Schneider (Fußballspieler, 1940) (1940–1983), deutscher Fußballspieler (1. FC Kaiserslautern)
- Gerd Schneider (Journalist) (* 1944), deutscher Journalist
- Gerd Schneider (Fußballspieler, 1951) (* 1951), deutscher Fußballspieler (Jahn Regensburg, FSV Frankfurt)
- Gerd Schneider (Fußballspieler, 1967) (* 1967), deutscher Fußballspieler (Rot-Weiss Essen)
- Gerd Schneider (Regisseur) (* 1974), deutscher Filmregisseur
- Gerhard Schneider (Politiker, I) († 1949), deutscher Politiker (LDP), MdL Brandenburg
- Gerhard Schneider (Politiker, 1904) (1904–1988), deutscher Politiker, Bürgermeister von Lübeck
- Gerhard Schneider (Musiker) (1908–1977), deutscher Violinist und Dirigent
- Gerhard Schneider (SS-Mitglied) (1913–2000), deutscher SS-Hauptsturmführer
- Gerhard Schneider (Theologe, 1926) (1926–2004), deutscher Theologe
- Gerhard Schneider (Kunstsammler) (* 1938), deutscher Kunstsammler
- Gerhard Schneider (Romanist) (* 1938), deutscher Romanist
- Gerhard Schneider (Politiker, 1942) (1942–2019), deutscher Politiker (SPD), MdA Berlin
- Gerhard Schneider (Historiker) (* 1943), deutscher Historiker und Geschichtsdidaktiker
- Gerhard Schneider (Politiker, 1950) (* 1950), deutscher Politiker (CDU), Oberbürgermeister von Eisenach
- Gerhard Schneider (Fußballspieler) (* 1955), deutscher Fußballspieler
- Gerhard Schneider (Werkstoffwissenschaftler) (* 1958), deutscher Werkstoffwissenschaftler und Hochschullehrer
- Gerhard Schneider (Bischof) (* 1969), deutscher Geistlicher, Weihbischof in Rottenburg-Stuttgart
- Gerhard M. Schneider (Gerhard Manfred Schneider; 1932–2020), deutscher Chemiker und Hochschullehrer
- Gert Schneider (Judoka) (* 1934), deutscher Judoka und Judotrainer
- Gert Schneider (RAF-Mitglied) (* 1948), deutsches RAF-Mitglied
- Gertrude Schneider (1928–2020), geboren als Gertrude Hirschhorn, österreichische Publizistin und Hochschullehrerin
- Gesa Schneider (* 1973), deutsch-schweizerische Literaturwissenschaftlerin und Kuratorin
- Gisbert Schneider (Organist) (1934–2018), deutscher Organist und Hochschullehrer
- Gisbert Schneider (Biochemiker) (* 1965), deutscher Biochemiker und Bioinformatiker
- Gisela Schneider-Herrmann (1893–1992), deutsch-niederländische Klassische Archäologin
- Gisela Kraft-Schneider (?–2011), deutsche Museumsgründerin
- Gottfried Schneider (Politiker, 1847) (1847–1905), deutscher Jurist und Politiker (NLP), MdR
- Gottfried Schneider (Mediziner) (1916–1987), deutscher Zahnarzt und Hochschullehrer
- Gottfried Schneider (Politiker, 1943) (* 1943), deutscher Politiker, Bürgermeister von Fürth, Kreis Bergstraße
- Gottfried Schneider (Musiker) (* 1948), deutscher Violinist und Hochschullehrer
- Gotthold Schneider (1899–1975), deutscher Buchhändler und Kunstsachverständiger
- Gottlieb Schneider (Politiker) (1828–1884), Schweizer Politiker und Richter
- Gottlieb Carl Wilhelm Schneider (1796–1836), deutscher Altphilologe
- Gregor Schneider (* 1969), deutscher Künstler
- Grit Schneider, deutsche Tennisspielerin
- Gudrun Loster-Schneider (* 1957), deutsche Germanistin, Literaturwissenschaftlerin und Hochschullehrerin
- Guido Schneider (Fischereibiologe) (1866–1948), russisch-estnischer Fischereibiologe
- Guido Schneider (Moderator), deutscher Hörfunkmoderator
- Guido Schneider (Mathematiker) (* 1964), deutscher Mathematiker und Hochschullehrer
- Guido Schneider (Musiker), deutscher Musiker, DJ und Produzent
- Gunda Schneider-Flume (1941–2024), deutsche Theologin
- Gunter Schneider (Biochemiker) (* 1953), deutsch-schwedischer Biochemiker
- Gunter Schneider (Musiker) (* 1954), österreichischer Musiker und Komponist
- Gunter Schneider (General) (* 1964), deutscher General
- Günter Schneider (Fußballspieler, 1922) (* 1922), deutscher Fußballspieler
- Günter Schneider (Politiker, 1923) (1923–1990), deutscher Lehrer und Politiker (LDPD), MdV
- Günter Schneider (Fußballspieler) (1924–2000), deutscher Fußballspieler und -funktionär
- Günter Schneider (Bankmanager) (1930–2005), deutscher Bankmanager
- Günter Schneider (Politiker, 1936) (1936–2008), deutscher Politiker (CDU), MdA Berlin
- Günter Schneider (Rennrodler), deutscher Rennrodler
- Günter Schneider (Fotograf) (* 1955), deutscher Fotograf
- Günther Schneider (Offizier) (1921–2001), deutscher Generalmajor
- Günther Schneider (Physiker) (1933–2016), deutscher Physiker und Hochschullehrer
- Günther Schneider (Sprachwissenschaftler) (* 1942), Schweizer Sprachwissenschaftler und Hochschullehrer
- Günther Schneider (Politiker) (* 1955), deutscher Politiker (CDU), MdL Sachsen
- Günther Schneider-Muntau (1905–nach 1971), deutscher Ministerialbeamter
- Günther Schneider-Siemssen (1926–2015), deutsch-österreichischer Bühnenbildner
- Guntram Schneider (1951–2020), deutscher Gewerkschafter und Politiker
- Gury Schneider-Ludorff (* 1965), deutsche Kirchenhistorikerin
- Gustav Schneider (Zoologe, 1834) (1834–1900), deutsch-schweizerischer Zoologe, Botaniker, Präparator und Unternehmensgründer
- Gustav Schneider (Politiker, 1847) (1847–1913), deutscher Jurist und Politiker, Oberbürgermeister von Erfurt und Magdeburg
- Gustav Schneider (Regierungspräsident) (1857–1931), deutscher Verwaltungsjurist
- Gustav Schneider (Politiker, 1866) (1866–1941), deutscher Politiker (Zentrum), MdL Baden
- Gustav Schneider (Zoologe, 1867) (1867–1948), Schweizer Zoologe, Präparator und Forschungsreisender
- Gustav Schneider (Politiker, 1868) (Gustav Johann Schneider; 1868–1932), Schweizer Politiker (FDP)
- Gustav Schneider (Politiker, 1877) (1877–1935), deutscher Politiker (DDP), MdR
- Gustav Schneider (Maler, 1885) (1885–1915), deutscher Maler und Radierer
- Gustav Schneider (Ingenieur) (1897–1973), deutscher Bauingenieur
- Gustav Schneider (Politiker, V), deutscher Politiker (KPD), MdL Preußen
- Gustav Schneider (Politiker, 1899) (1899–nach 1946), deutscher Politiker (KPD), MdL Bayern
- Gustav Schneider (Maler, 1910) (1910–1988), deutscher Maler und Grafiker
- Gustav Schneider (Lehrer) (* 1929), rumänischer Pädagoge
- Gustav Schneider-Texier (1905–1994), deutscher Spirituosenhersteller und Stiftungsgründer
- Gustav Arsène Schneider (1866–1940), Schweizer Jurist
- Gustav Heinrich Schneider (1859–1909), deutscher Schriftsteller, Studentenhistoriker und Burschenschaftsfunktionär

### H
- Hanna(h) Schneider, Hanka Krawcec (1901–1990), sorbische Graphikerin und Malerin
- Hannelore Schneider, Ehename von Hannelore Männer (* um 1942), deutsche Tischtennisspielerin
- Hannelore Schneider (* 1953/1954), deutsche Archivarin und Historikerin
- Hannes Schneider (1890–1955), österreichischer Skiläufer und Schauspieler
- Hanns Schneider-Bosgard (1898–??), deutscher Schriftsteller und SS-Mitglied
- Hans Schneider (Spruchdichter) (um 1450–nach 1514), deutscher Spruchdichter
- Hans Schneider (Chorleiter) (1855–1926), österreichischer Chorleiter und Komponist
- Hans Schneider (Architekt, 1860) (1860–1921), österreichischer Architekt
- Hans Schneider (Jurist, 1874) (1874–1961), deutscher Jurist und Richter
- Hans Schneider, Geburtsname von Johannes Schneider (Fußballspieler) (1887–1914), deutscher Fußballtorwart
- Hans Schneider (Schauspieler) († 1946), deutscher Schauspieler
- Hans Schneider (Politiker, I), österreichischer Politiker (TVP), Tiroler Landtagsabgeordneter
- Hans Schneider (Kunsthistoriker) (1888–1953), Schweizer Kunsthistoriker
- Hans Schneider (Architekt, 1903) (1903–1970), deutscher Architekt
- Hans Schneider (Politiker, 1904) (1904–1997), Schweizer Politiker (FDP)
- Hans Schneider (Maler, 1906) (1906–1976), Schweizer Maler und Architekt
- Hans Schneider (Komponist) (1906–1987), österreichischer Komponist
- Hans Schneider (Historiker) (1907–1994), deutscher Historiker
- Hans Schneider (Wasserballspieler) (1909–1972), deutscher Wasserballspieler
- Hans Schneider (Jurist) (1912–2010), deutscher Jurist und Hochschullehrer
- Hans Schneider (Eishockeyspieler) (1913–nach 1947), österreichischer Eishockeyspieler
- Hans Schneider (Journalist) (1913–2002), deutscher Journalist
- Hans Schneider (MfS-Mitarbeiter) (1914–1972), deutscher Oberst im Ministerium für Staatssicherheit
- Hans Schneider (Geologe) (1914–1999), deutscher Geologe und Hydrogeologe
- Hans Schneider (Antiquar) (1921–2017), deutscher Antiquar und Musikverleger
- Hans Schneider (Physiker) (1925–2005), deutscher Physiker und Hochschullehrer
- Hans Schneider (Historiker, 1926) (1926–2008), deutscher Historiker
- Hans Schneider (Mathematiker) (1927–2014), britisch-US-amerikanischer Mathematiker
- Hans Schneider (Autor) (* 1927), deutscher Jurist und Autor
- Hans Schneider (Architekt, 1928) (* 1928), Schweizer Architekt und Maler
- Hans Schneider (Biologe) (1929–2023), deutscher Zoologe
- Hans Schneider (Theologe) (1941–2022), deutscher Theologe und Hochschullehrer
- Hans Schneider (Maler, 1942) (* 1942), österreichisch-deutscher Maler und Grafiker
- Hans Schneider (Bassist) (1951–2024), deutscher Musiker
- Hans Schneider (Musikpädagoge) (* 1953), österreichischer Musikpädagoge und Hochschullehrer
- Hans Salomon-Schneider (* 1952), deutscher Maler und Grafiker
- Hans Bruno Schneider (1931–1997), österreichischer Zisterzienser und Historiker
- Hans Ernst Schneider (zeitweilig Hans Schwerte; 1909–1999), deutscher SS-Hauptsturmführer und Literaturwissenschaftler
- Hans Ernst Schneider (Leichtathlet) (1927–2014), Schweizer Kurzstreckenläufer
- Hans Heinrich Schneider (1923–2016), Schweizer Fabrikant und Politiker
- Hans-Joachim Schneider (Urologe, 1912) (1912–nach 1980), deutscher Urologe
- Hans Joachim Schneider (1928–2015), deutscher Kriminologe
- Hans-Joachim Schneider (Urologe, 1931) (* 1931), deutscher Urologe und Hochschullehrer
- Hans-Joachim Schneider (* 1934), deutscher Wasserballspieler, siehe Achim Schneider (Wasserballspieler)
- Hans-Jochen Schneider (1923–2006), deutscher Geologe und Hochschullehrer
- Hans Jörg Schneider (Sänger) (1881–nach 1936), österreichischer Sänger (Bariton) und Komponist
- Hansjörg Schneider (Theaterwissenschaftler) (1925–2011), deutscher Theaterwissenschaftler und Autor
- Hans-Jörg Schneider (Regisseur), deutscher Theaterregisseur
- Hans-Jörg Schneider (Chemiker) (* 1935), deutscher Chemiker und Hochschullehrer
- Hansjörg Schneider (Dramatiker) (* 1938), Schweizer Schriftsteller, Dramatiker und Drehbuchautor
- Hansjörg Schneider (Künstler) (* 1960), deutscher bildender Künstler
- Hansjörg Schneider (Fußballspieler) (* 1966), deutscher Fußballspieler
- Hans Julius Schneider (* 1944), deutscher Philosoph und Hochschullehrer
- Hans-Jürgen Schneider (* 1944), deutscher Mathematiker und Hochschullehrer
- Hans Karl Schneider (Romanist) (1912–1991), deutscher Sprachwissenschaftler, Fremdsprachendidaktiker und Übersetzer
- Hans Karl Schneider (Volkswirt) (1920–2011), deutscher Volkswirt und Hochschullehrer
- Hans Karl Wilhelm Schneider (1909–1990), deutscher Raumfahrtingenieur
- Hans-Peter Schneider (Rechtswissenschaftler) (1937–2021), deutscher Rechtswissenschaftler, Richter und Hochschullehrer
- Hans-Peter Schneider (Schriftsteller) (* 1981), deutscher Schriftsteller
- Hans R. Schneider (1897–1987), deutscher Lehrer, Widerstandskämpfer und Politiker
- Hans-Roderich Schneider (1925–1982), deutscher Journalist
- Hans Rudolf Schneider (* 1943), Schweizer Lehrer und Museumsleiter
- Hans Ulrich Schneider (* 1956), deutscher Politiker (CDU)
- Hans Uwe Schneider (1937–2018), deutscher Parodist, Imitator und Sänger
- Hans-Wilhelm Schneider (1933–2009), deutscher Verwaltungsjurist
- Harald Schneider (Lehrer) (* 1945), deutscher Lehrer und Autor
- Harald Schneider (Politiker) (* 1952), deutscher Politiker (SPD)
- Harald Schneider (Schriftsteller) (* 1962), deutscher Schriftsteller
- Harald Schneider (Fußballspieler) (* 1966), österreichischer Fußballspieler
- Harald Schneider-Zinner (* 1968), österreichischer Schachtrainer
- Harold Schneider (1939–1994), US-amerikanischer Filmproduzent
- Harri Schneider (1929–1992), deutscher Bildhauer
- Harry Schneider (* 1924), deutscher Segelflugzeugkonstrukteur
- Hartmut Schneider (* 1937), deutscher Mediziner
- Hartwig Schneider (* 1957), deutscher Architekt und Hochschullehrer
- Hawe Schneider (1930–2011), deutscher Jazzmusiker und Jazzautor
- Hédy Schneider (1920–1992), ungarische Pianistin
- Heidemarie Schneider (1944–2024), deutsche Schauspielerin
- Heike Thiem-Schneider (* 1960), deutsche Schauspielerin
- Heinrich Schneider (Abt) (1713–1766), deutscher Benediktiner, Abt von Frauenzell
- Heinrich Schneider (Politiker, 1790) (1790–1850), deutscher Politiker, MdL Hessen
- Heinrich Schneider (Oberamtmann) (1801–1871), württembergischer Oberamtmann
- Heinrich Schneider (Politiker, 1801) (1801–1877), Bürgermeister und Mitglied der kurhessischen Ständeversammlung
- Heinrich Schneider (Politiker, 1814) (1814–1885), Mitglied der Kurhessischen Ständeversammlung
- Heinrich Schneider (Politiker, 1837) (1837–1908), Mitglied des Kurhessischen Kommunallandtages
- Heinrich von Schneider (1851–1914), deutscher Jurist und Richter
- Heinrich Schneider (Manager) (1852–1934), deutscher Manager
- Heinrich Schneider (Juwelier) (1859–1926), deutscher Juwelier
- Heinrich Schneider (Politiker, 1885) (1885–nach 1964), deutscher Politiker und Landrat
- Heinrich Schneider (Ingenieur) (1888–1963), Schweizer Ingenieur deutscher Herkunft
- Heinrich Schneider (Bibliothekar) (1889–1972), deutschamerikanischer Bibliothekar und Germanist
- Heinrich Schneider (Gitarrist) (1890–1978), deutscher Gitarrist, Komponist und Musikpädagoge
- Heinrich Schneider (NS-Funktionär) (1894–1964), deutscher Parteifunktionär (NSDAP)
- Heinrich Schneider (Unternehmer) (vor 1902–1965), deutscher Unternehmensgründer
- Heinrich Schneider (Politiker, 1902) (1902–1972), deutscher Politiker (NSDAP, SPD), MdL Rheinland-Pfalz
- Heinrich Schneider (Politiker, 1905) (1905–1980), deutscher Politiker (SPD)
- Heinrich Schneider (Schriftsteller) (1905–1985), deutscher Schriftsteller
- Heinrich Schneider (Politiker, 1907) (1907–1974), deutscher Politiker (NSDAP, DPS/FDP)
- Heinrich Schneider (Theologe) (1908–1994), deutscher Theologe
- Heinrich Schneider (SS-Mitglied) (1914–1967), deutscher Offizier der Schutzpolizei und SS-Hauptsturmführer
- Heinrich Schneider (Bürgermeister) (1919/1920–1992), deutscher Politiker (SPD) sowie ehemaliger Bürgermeister von Löhne
- Heinrich Schneider (Musiker) (1923–2000), deutscher Musiker und Komponist
- Heinrich Schneider (Politikwissenschaftler) (1929–2018), deutscher Politikwissenschaftler
- Heinrich Schneider (Koch) (* 1972), italienischer Koch
- Heinrich Schneider-Kerbstadt (1913–1991), deutscher Maler
- Heinrich Schneider-Manns Au (1896–1984), österreichischer Architekt
- Heinrich Georg Schneider (1833–1897), Bürgermeister und Mitglied des Preußischen Abgeordnetenhauses
- Heinrich Gottlieb Schneider (1682–1728), deutscher Theologe
- Heinrich Justus Schneider (1811–1884), deutscher Zeichner und Maler
- Heinrich Konrad Schneider (1828–1898), deutscher Pädagoge
- Heinz Schneider (Politiker) (1921–2003), deutscher Politiker (SPD), Bürgermeister von Geretsried
- Heinz Schneider (Fußballspieler, I), österreichischer Fußballspieler
- Heinz Schneider (Tischtennisspieler) (1932–2007), deutscher Tischtennisspieler
- Heinz Schneider (Mediziner) (1934–2022), deutscher Diabetologe und Medizinhistoriker
- Heinz Schneider (Fußballspieler, 1947) (1947–2007), deutscher Fußballspieler
- Heinz Schneider (Fußballspieler, 1960) (* 1960), deutscher Fußballspieler
- Heinz Schneider-Schott (1906–1988), deutscher Musikverleger
- Heinz Werner Schneider (1947–2006), deutscher Gastronom, Filmschaffender und Maler
- Helen Schneider (* 1952), US-amerikanische Sängerin und Schauspielerin
- Helene Schneider (* 1970/1971), US-amerikanische Politikerin
- Helga Schneider (Schriftstellerin) (* 1937), deutsch-italienische Schriftstellerin
- Helga Schneider (Dichterin) (* 1940), deutsche Lehrerin und Mundartdichterin
- Helga Schneider, Künstlername von Regula Esposito (* 1965), Schweizer Komikerin
- Helge Schneider (* 1955), deutscher Musiker, Autor und Regisseur
- Hellmut Schneider (1923–2010), deutscher Politiker
- Helmut Schneider (Oberstadtdirektor) (1910–1968), deutscher Jurist und Kommunal-Politiker
- Helmut Schneider (Fußballspieler) (1913–1984), deutscher Fußballspieler und -trainer
- Helmut Schneider (Physiker) (1919–2011), Schweizer Physiker
- Helmut Schneider (Regisseur) (1920–1979), deutscher Regisseur und Drehbuchautor
- Helmut Schneider (Verbandsfunktionär) (* 1931), deutscher Maschinenbauer und Verbandsfunktionär
- Helmut Schneider (Philosoph) (* 1938), deutscher Philosoph und Hochschullehrer
- Helmut Schneider (Betriebswirtschaftler) (* 1966), deutscher Betriebswirtschaftler
- Helmut Günther Schneider (1929–2019), deutscher Materialwissenschaftler und Hochschullehrer
- Helmut J. Schneider (* 1943), deutscher Germanist, Literaturwissenschaftler und Hochschullehrer
- Helmuth Schneider (Schauspieler) (1920–1972), deutscher Schauspieler
- Helmuth Schneider (Althistoriker) (* 1946), deutscher Althistoriker
- Hendrik Schneider (* 1966), deutscher Rechtswissenschaftler
- Henning Schneider (* 1939), deutscher Gynäkologe und Hochschullehrer
- Henrich Daniel Schneider (1766–1829), Bürgermeister von Sachsenberg und Abgeordneter im Fürstentum Waldeck
- Henriette Klink-Schneider (1905–1997), deutsche Sängerin (Sopran) und Gesangspädagogin
- Henrique Schneider (* 1977), Schweizer Wirtschaftswissenschaftler und Parteifunktionär
- Herbert Schneider (Architekt, 1903) (1903–1970), deutscher Architekt
- Herbert Schneider (Ministerialdirektor), deutscher Postbeamter
- Herbert Schneider (Marineoffizier) (1915–1943), deutscher Marineoffizier
- Herbert Schneider (Politiker, 1915) (1915–1995), deutscher Politiker (DP, CDU)
- Herbert Schneider (Schriftsteller) (1922–2022), deutscher Schriftsteller
- Herbert Schneider (Maler, 1924) (1924–1983), deutscher Maler und Grafiker
- Herbert Schneider (Physiker) (1926–2016), deutscher Physiker und Hochschullehrer
- Herbert Schneider (Architekt, 1926) (1926–2020), deutscher Architekt
- Herbert Schneider (Musiker) (1927–2011), deutscher Bratschist
- Herbert Schneider (Politikwissenschaftler) (1929–2002), deutscher Politikwissenschaftler
- Herbert Schneider (Rennrodler), deutscher Rennrodler
- Herbert Schneider (Franziskaner) (* 1938), deutscher Ordensgeistlicher und Schriftsteller
- Herbert Schneider (Leichtathlet, 1938) (* 1938), deutscher Leichtathlet
- Herbert Schneider (Musikwissenschaftler) (* 1941), deutscher Musikwissenschaftler
- Herbert Schneider (Politiker, 1942) (* 1942), deutscher Politiker (SPD)
- Herbert Schneider (Fußballspieler), österreichischer Fußballspieler
- Herbert Schneider (Maler, 1950) (* 1950), deutscher Maler
- Herbert Schneider (Leichtathlet, 1963) (* 1963), deutscher Leichtathlet
- Herbert Schneider-Bräckler (1911–nach 1987), deutscher Maler und Bühnenbildner
- Herbert W. Schneider (Herbert Wallace Schneider; 1892–1984), US-amerikanischer Philosoph
- Hermann Schneider (Politiker, † 1868) († 1868), deutscher Gutsbesitzer und Politiker, MdL Kurhessen
- Hermann Schneider (Maler) (1847–1918), deutscher Maler und Illustrator
- Hermann Schneider (Politiker, 1850) (1850–1913), deutscher Politiker (NLP), MdL Baden
- Hermann Schneider (Politiker, 1872) (1872–1953), deutscher Politiker (NSDAP), MdR
- Hermann Schneider (Philosoph) (1874–1953), deutscher Philosoph, Pädagoge und Psychiater
- Hermann Schneider (Architekt) (1877–1961), deutscher Architekt
- Hermann Schneider (Winzer) (1879–1955), deutscher Weingärtner und Politiker (DVP)
- Hermann Schneider (Politiker, 1881) (1881–1965), deutscher Politiker
- Hermann Schneider (Germanist) (1886–1961), deutscher Germanist
- Hermann Schneider (Architekt, 1887) (1887–1950), Schweizer Architekt
- Hermann Schneider (Politiker, 1894) (1894–1978), deutscher Politiker (NSDAP)
- Hermann Schneider (Politiker, 1896) (1896–1980), deutscher Politiker (BCSV, CDU), MdL Baden
- Hermann Schneider (Schriftsteller) (1901–1973), Schweizer Schriftsteller
- Hermann Schneider (Maschinenbauingenieur) (* 1918), deutscher Maschinenbauingenieur und Hochschullehrer
- Hermann Schneider (Intendant) (* 1962), deutscher Theaterintendant
- Hermann Eugen Schneider, eigentlicher Name von Maximilian Rott (1903–1957), deutscher Kaufmann und Schriftsteller
- Hermann Josef Schneider (1862–1921), böhmischer Komponist, Kapellmeister und Musikverleger
- Hermann P. G. Schneider (Hermann Paul Gerhard Schneider; * 1934), deutscher Mediziner
- Hermine Schneider (Schriftstellerin) (1855–1911), deutsche Schriftstellerin
- Hermine Schneider (* 1956), deutsche Landwirtin, Radiotechnikerin und Parapsychologin, siehe Hermines Liste – Die Kinder der unbarmherzigen Schwestern
- Hilde Schneider (Schauspielerin) (1914–1961), deutsche Schauspielerin
- Hilde Schneider (Pfarrerin) (1916–2008), deutsche Krankenschwester und Pfarrerin
- Hildegard Herrmann-Schneider (* 1951), österreichische Musikwissenschaftlerin
- Hilmar Schneider (* 1957), deutscher Ökonom
- Holger Schneider (* 1963), deutscher Handballspieler
- Holm Schneider (* 1969), deutscher Genforscher
- Horácio Schneider (1948–2018), brasilianischer Biologe
- Horst Schneider (Organist) (1894–1984), deutscher Organist und Orgelsachverständiger
- Horst Schneider (Komponist) (1911–1978), deutscher Komponist und Dirigent
- Horst Schneider (Historiker) (1927–2018), deutscher Historiker und Parteifunktionär (SED)
- Horst Schneider (Schauspieler), deutscher Schauspieler
- Horst Schneider (Politiker) (* 1952), deutscher Politiker (SPD), Oberbürgermeister von Offenbach am Main
- Horst Philipp Schneider (* 1962), deutscher Klassischer Philologe
- Hortense Schneider (1833–1920), französische Soubrette
- Hubert Schneider (1941–2022), deutscher Historiker
- Hugo Schneider (1841–1925), deutscher Maler und Architekt
- Hugo Schneider (Landrat) (1892–1968), deutscher Bürgermeister und Landrat

### I
- Ida Schneider (Krankenpflegerin) (1869–1968), Schweizer Krankenpflegerin
- Ida Schneider (Politikerin), deutsche Politikerin (SED), MdL Mecklenburg-Vorpommern
- Ilja Schneider (* 1984), deutscher Schachspieler
- Ilka Schneider (* 1972), deutsche Biathletin
- Ilse Schneider (Malerin) (1910–1991), deutsche Malerin und Kunstlehrerin
- Ilse Schneider-Lengyel (1903–1972), deutsche Fotografin, Kunsthistorikerin und Schriftstellerin
- Ilse Rosenthal-Schneider (1891–1990), deutsch-australische Physikerin und Philosophin
- Ines Schneider (* 1971), österreichische Politikerin (ÖVP), siehe Ines Koch
- Inga Schneider (* 1968), deutsche Biathletin
- Inge Schneider (1947–2021), deutsche Filmeditorin
- Ingolf Schneider (* 1964), deutscher Fußballspieler
- Ingrid Schneider (Politikerin) (1946–2013), deutsche Politikerin (SPD), MdL Rheinland-Pfalz
- Ingrid Schneider (Politikwissenschaftlerin) (* 1962), deutsche Politikwissenschaftlerin
- Inka Schneider (* 1967), deutsche Journalistin und Moderatorin
- Ira Schneider (1939–2022), US-amerikanischer Fotograf und Medienkünstler
- Irmintraut Schneider (1911–??), deutsche Schwimmerin
- Isabel Schneider (* 1991), deutsche Volleyball- und Beachvolleyballspielerin
- Ivo Schneider (Historiker) (* 1938), deutscher Mathematik- und Wissenschaftshistoriker
- Ivo Schneider (Drehbuchautor), österreichischer Drehbuchautor

### J
- Jacob Schneider (Politiker) (1782–1855), deutscher Politiker, MdL Nassau
- Jacob Schneider (Pädagoge) (1818–1898), deutscher Pädagoge
- Jacob Sparre Schneider (1853–1918), norwegischer Zoologe und Entomologe
- Jacques Schneider (Industrieller) (1879–1928),  französischer Industrieller
- Jacques Schneider (Basketballtrainer) (* 1992), deutscher Basketballtrainer
- Jakob Schneider (Ingenieur, 1831) (1831–1899), Schweizer Ingenieur
- Jakob Schneider (Politiker) (1857–1907), österreichischer Politiker, Abgeordneter zum Vorarlberger Landtag
- Jakob Schneider (Ingenieur, 1898) (1898–1964), Schweizer Bauingenieur
- Jakob Schneider (Geistlicher) (1907–1945), deutscher Priester
- Jakob Schneider (Maler) (1917–?), Schweizer Maler
- Jakob Schneider (Jurist) (* 1970), deutscher Jurist und Autor
- Jakob Schneider (Schauspieler) (* 1977), deutscher Schauspieler
- Jakob Schneider (Ruderer) (* 1994), deutscher Ruderer
- Jan Schneider (Politikerin) (* 1947), US-amerikanische Politikerin (Florida)
- Jan Schneider (Leichtathlet) (* 1976), deutscher Hürdenläufer
- Jan Schneider (Musiker) (* 1978), deutscher Jazzmusiker
- Jan Schneider (Politiker) (* 1981), deutscher Politiker (CDU)
- Jan Dieter Schneider (* 1990), deutscher Schauspieler
- Jan Georg Schneider (* 1967), deutscher Sprachwissenschaftler
- Jan-Marc Schneider (* 1994), deutscher Fußballspieler
- Jana Schneider (* 2002), deutsche Schachspielerin
- Janine Schneider (* 1961), deutsche Tänzerin, Choreographin und Tanzpädagogin
- Jannik Schneider (* 1996), deutscher Fußballspieler
- Jason Schneider (* ≈1990), deutscher Jazzmusiker
- Jean-Luc Schneider (* 1959), französischer Geistlicher
- Jenny Schneider (1924–2004), Schweizer Kunsthistorikerin, Autorin und Museumsdirektorin
- Jens Schneider (Ethnologe) (* 1962), deutscher Ethnologe
- Jens Schneider (Journalist) (* 1963), deutscher Journalist
- Jens Schneider (Bauingenieur) (* 1969), deutscher Bauingenieur und Hochschullehrer
- Jens Schneider (Historiker) (* 1970), deutscher Historiker
- Jens Schneider (Produzent), deutscher Musikproduzent und Songwriter
- Jens-Holger Schneider (* 1971), deutscher Politiker (AfD), MdL Mecklenburg-Vorpommern
- Jens-Peter Schneider (* 1963), deutscher Jurist und Hochschullehrer
- Jimmy Schneider (Alfred Paul Schneider; 1923–1995), Schweizer Maler und Plastiker
- Joachim Schneider (Schauspieler) (1912–nach 1980), deutscher Schauspieler
- Joachim Schneider (1939–2019), deutscher Instrumentenbauer, siehe Joachim Schneider & Söhne
- Joachim Schneider (Historiker) (* 1960), deutscher Historiker
- Joachim Schneider (Turner), deutscher Turner
- Jochen Schneider (Kanute) (1942–2020), deutscher Kanute
- Jochen Schneider (Jurist) (* 1943), deutscher Jurist
- Jochen Schneider (General) (* 1947), deutscher Brigadegeneral
- Jochen Schneider (Physiker), deutscher Physiker
- Jochen Schneider (Fußballfunktionär) (* 1970), deutscher Fußballfunktionär
- Jochen M. Schneider (* 1969), deutscher Materialforscher
- Johan Ludvig Schneider (1809–1870), dänischer Maler
- Johann Schneider (Komponist) (1702–1788), deutscher Komponist
- Johann Schneider (Missionar) (1713–1785), mährischer Missionar
- Johann Schneider (Politiker) (1792–1858), Schweizer Politiker
- Johann Schneider (Architekt) (1835–1897), österreichischer Architekt
- Johann Schneider (Klavierbauer) (1838–um 1884), deutscher Klavierbauer
- Johann Schneider (1860–1921), österreichischer Architekt, siehe Hans Schneider (Architekt, 1860)
- Johann Schneider (1913–??), österreichischer Eishockeyspieler, siehe Hans Schneider (Eishockeyspieler)
- Johann Schneider (Soziologe) (* 1944), deutscher Soziologe und Hochschullehrer
- Johann Schneider (Theologe) (* 1963), deutscher Theologe
- Johann Schneider-Ammann (* 1952), Schweizer Unternehmer und Politiker (FDP)
- Johann Schneider-Mäder (1857–1944), Schweizer Unternehmer
- Johann Alois Schneider (1752–1818), deutscher Geistlicher, Titularbischof von Argos
- Johann Balthasar Schneider (1612–1656), deutscher Gesandter
- Johann Baptist Schneider (1840–1905), österreichischer Geistlicher, Weihbischof in Wien
- Johann Christian Jakob Schneider (1767–1837), deutscher Mediziner
- Johann Friedemann Schneider (1669–1733), deutscher Logiker, Physiker und Jurist
- Johann Friedrich Schneider (1804–1852), deutscher Jurist und Politiker
- Johann Georg Schneider (1774–1833), deutscher Arzt und Mineraloge
- Johann Georg Heinrich von Schneider (1816–1893), württembergischer Landtagsabgeordneter
- Johann Gottlieb Schneider (1797–1856), deutscher Organist
- Johann Gottlob Schneider senior (1753–1840), deutscher Organist und Kantor
- Johann Gottlob Schneider junior (genannt Orgelkönig; 1789–1864), deutscher Organist und Komponist
- Johann Gottlob Theaenus Schneider (1750–1822), deutscher Altphilologe und Naturwissenschaftler
- Johann Jakob Schneider (Theologe) (1797–1859), reformierter Pfarrer und Dichter
- Johann Jakob Schneider (Maler, 1822) (1822–1889), Schweizer Maler und Herausgeber
- Johann Jakob Schneider (Maler, 1904) (1904–1989), Schweizer Maler und Grafiker
- Johann Joseph Schneider (1777–1854/1855), deutscher Mediziner und Schriftsteller
- Johann Kaspar Schneider (1753–1839), deutscher Maler
- Johann Rudolf Schneider (1804–1880), Schweizer Arzt und Politiker
- Johann Traugott Schneider (1788–1835), preußischer Landesbeamter und Regionalhistoriker
- Johanna Schneider, Geburtsname von Johanna Weiskirch (1864–1960), deutsche Schriftstellerin
- Johanna Schneider (Sängerin) (* 1986), deutsche Jazzmusikerin
- Johannes Schneider (Bischof) († 1551), deutscher Ordenspriester, Weihbischof in Paderborn
- Johannes Schneider (Pfarrer) (1824–1876), deutscher Pfarrer und Ordensgründer
- Johannes Schneider (Verleger), deutscher Verleger
- Johannes Schneider (Theologe, 1857) (Johannes Konrad August Ferdinand Schneider; 1857–1930), deutscher Theologe
- Johannes Schneider (General) (1862–1925), sächsischer Generalmajor
- Johannes Schneider (Märtyrer) (1879–1944), russlanddeutscher Geistlicher und Märtyrer
- Johannes Schneider (Fußballspieler) (1887–1914), deutscher Fußballspieler
- Johannes Schneider (Theologe, 1895) (Johannes Ferdinand Schneider; 1895–1970), deutscher baptistischer Theologe
- Johannes Schneider (Philologe) (1910–2006), deutscher Philologe
- Johannes Schneider (Prähistoriker) (1931–1989), deutscher Prähistoriker
- Johannes Schneider (Politiker), österreichischer Politiker (SPÖ), Tiroler Landtagsabgeordneter
- Johannes Schneider (Theologe, 1956) (* 1956), österreichischer Franziskaner und Theologe
- Johannes Schneider (Tibetologe) (* 1964), deutscher Tibetologe und Indologe
- Johannes Schneider (Tennisspieler) (* 1981), deutscher Tennisspieler
- Johannes Schneider (Journalist) (* 1984), deutscher Journalist und Autor
- Johannes Schneider-Marfels (1910–1967), deutscher Pianist und Hochschullehrer
- John Schneider (Gitarrist) (* 1950), US-amerikanischer Gitarrist
- John Schneider (* 1960), US-amerikanischer Schauspieler
- Jörg Schneider (Mediziner) (1928–2016), deutscher Mediziner
- Jörg Schneider (Bauingenieur) (* 1934), deutscher Bauingenieur
- Jörg Schneider (Schauspieler) (1935–2015), Schweizer Schauspieler
- Jörg Schneider (Paläontologe) (* 1948), deutscher Paläontologe
- Jörg Schneider (Manager) (* 1958), deutscher Versicherungsmanager
- Jörg Schneider (Regisseur) (* 1961), deutscher Filmregisseur und Kameramann
- Jörg Schneider (Politiker, 1964) (* 1964), deutscher Politiker (AfD), MdB
- Jörg Schneider (Produzent), deutscher Filmproduzent
- Jörg Schneider (Politiker, 1967) (* 1967), deutscher Bürgerrechtler und Politiker (Neues Forum, SPD)
- Jörg Schneider (Sänger) (* 1969), österreichischer Opernsänger (Tenor)
- Josef Schneider (Unternehmer, 1840) (1840–1927), deutscher Unternehmer
- Josef Schneider (Mediziner) (1845–1927), deutscher Augenarzt, Schüler von Robert Ritter von Welz
- Josef Schneider (Bildhauer) (1876–nach 1930), deutscher Bildhauer
- Josef Schneider (Verleger) († 1948), deutscher Verleger
- Josef Schneider (Politiker, 1881) (1881–1950), deutscher Brauereibesitzer und Politiker, Bürgermeister von Deggendorf
- Josef Schneider (Revolutionär) (1882–1939), deutscher Revolutionär
- Josef Schneider (Ruderer) (1891–1966), Schweizer Ruderer
- Josef Schneider (Politiker, 1891) (1891–1971), deutscher Politiker (SPD), MdL Württemberg-Hohenzollern
- Josef Schneider (Maler, 1891) (1891–1984), deutscher Maler
- Josef Schneider (Politiker, 1893) (1893–1978), deutscher Politiker (CDU), MdL Württemberg-Hohenzollern
- Josef Schneider, Taufname von Siegfried Schneider (Franziskaner) (bekannt als Krippenpater; 1894–1935), deutscher Franziskaner und Autor
- Josef Schneider (Maler, 1897, I) (1897–1977), deutscher Maler
- Josef Schneider (Maler, 1897, II) (1897–1984), böhmisch-österreichischer Maler
- Josef Schneider (Fußballspieler, 1901) (Pepi Schneider; 1901–??), österreichischer Fußballspieler und -trainer
- Josef Schneider (Maler, 1901) (Jupp Schneider; 1901–??), deutscher Maler
- Josef Schneider (Unternehmer, 1903) (1903–nach 1967), deutscher Unternehmer
- Josef Schneider (Bischof) (1906–1998), deutscher Geistlicher, Erzbischof von Bamberg
- Josef Schneider (Schriftsteller) (1911–1969), deutscher Schriftsteller
- Josef Schneider (Fußballspieler, 1914) (1914–1976), deutscher Fußballspieler und -trainer
- Josef Schneider (Maler, 1941) (* 1941), deutscher Maler
- Josef Schneider (Fußballspieler, 1944) (Sepp Schneider; * 1944), österreichischer Fußballtorwart und -trainer
- Josef Schneider (Skilangläufer) (* 1957), deutscher Skilangläufer
- Josef Schneider (Leichtathlet) (* 1959), deutscher Ultraläufer
- Josef Schneider-Arco (1903–1979), österreichischer Maler
- Josef Schneider von Manns-Au (1865–1945), österreichischer Feldmarschalleutnant
- Josef Honor Schneider (1804–1874), mährischer Arzt, Naturforscher und Autor
- Josef Otto Schneider (1925–2015), deutscher Schriftsteller
- Josefin Schneider (* 1997), deutsche Wasserspringerin
- Joseph von Schneider (1792–1859), österreichischer Generalmajor
- Joseph Schneider (Politiker) (1824–??), deutscher Politiker, Mitglied der Frankfurter Nationalversammlung
- Joseph Schneider (Unternehmer) (1855–1933), deutscher Unternehmer, siehe Jos. Schneider Optische Werke
- Joseph Schneider (Jurist) (1900–1986), deutscher Jurist und Richter
- Joseph Schneider von Arno (1810–1857), österreichischer Offizier
- Joseph Eugène Schneider (1805–1875), französischer Industrieller, siehe Eugène Schneider
- Josephine Schneider-Foerstl (1885–1973), deutsche Schriftstellerin
- Jost Schneider (* 1962), deutscher Germanist und Linguist
- Jule Schneider (* 1986), deutsche Volleyballspielerin
- Julia Schneider (Schauspielerin) (* 1984), kanadische Schauspielerin
- Julia Schneider (Politikerin) (* 1990), deutsche Politikerin (Bündnis 90/Die Grünen)
- Julia Schneider (Leichtathletin, 1992) (* 1992), Schweizer Leichtathletin
- Julia Schneider (Leichtathletin, 1994) (* 1994), deutsche Siebenkämpferin
- Julia Schneider (Fußballspielerin) (* 1995), deutsche Fußballspielerin
- Julia Schneider-Wagentristl (* 1993), österreichische Politikerin (ÖVP)
- Julia C. Schneider, deutsche Sinologin und Hochschullehrerin
- Julian Schneider (Schauspieler) (* 1990), österreichischer Schauspieler
- Julian Schneider (Handballspieler) (* 1992), deutscher Handballspieler
- Julian Schneider (Ruderer) (* 1996), deutscher Ruderer
- Julius Schneider (Musiker) (Johann Julius Schneider; 1805–1885), deutscher Musiker und Komponist
- Julius Schneider (Maler) (1824–1870), deutscher Maler und Zeichner
- Julius Schneider (Architekt), deutscher Architekt
- Julius Schneider (Widerstandskämpfer) (1908–1988), deutscher Widerstandskämpfer
- Julius Schneider (Leichtathlet) (1925–2009), deutscher Stabhochspringer
- Julius Schneider (Politiker) (* 1992), deutscher Politiker (SPD), MdL Niedersachsen
- Junnosuke Schneider (* 1977), japanischer Fußballspieler
- Jupp Schneider (1903–1975), deutscher Geistlicher
- Jürg Schneider (* 1949), Schweizer Radrennfahrer
- Jürgen Schneider (Physiker) (1931–2012), deutscher Physiker und Hochschullehrer
- Jürgen Schneider (Bauunternehmer) (* 1934), deutscher Bauunternehmer
- Jürgen Schneider (Historiker) (* 1937), deutscher Wirtschaftshistoriker und Hochschullehrer
- Jürgen Schneider (Radsportler) (* 1949), Schweizer Radsportler
- Jürgen Schneider (Pädagoge) (* 1949/50), deutscher Pädagoge und Kirchenfunktionär
- Jürgen Schneider (Schriftsteller) (* 1952), deutscher Übersetzer, Herausgeber und Autor
- Jürgen Schneider (Fußballspieler) (* 1954), deutscher Fußballspieler
- Justus Schneider (1842–1904), deutscher Arzt und Schriftsteller
- Jutta Schneider (* 1964), deutsche Biologin und Hochschullehrerin

### K
- Karin Schneider (Kodikologin) (1931–2019), deutsche Archivarin, Germanistin, Handschriftenexpertin und Paläographin
- Karin Schneider (Leichtathletin), deutsche Leichtathletin
- Karin Schneider-Ferber (* 1965), deutsche Historikerin, Journalistin und Autorin
- Karl Schneider (Jurist, 1813) (genannt Schneider II.; 1813–1885), deutscher Anwalt
- Karl Schneider (Sänger, 1822) (1822–1882), deutscher Sänger (Tenor) und Gesangspädagoge
- Karl Schneider (Journalist) (1854–1945), deutscher Journalist und Publizist
- Karl Schneider (Maler, 1860) (1860–?), österreichischer Maler
- Karl Schneider (Pazifist) (1869–1940), deutscher Augenarzt und Widerstandskämpfer
- Karl Schneider (Jurist, 1870) (1870–1941), deutscher Jurist und Richter
- Karl Schneider (Maler, 1872) (1872–1943), Schweizer Maler
- Karl Schneider (Politiker, 1873) (1873–1946), Bürgermeister und Abgeordneter
- Karl Schneider (1876–1944), österreichischer Schneider, siehe Liste der Stolpersteine in St. Johann im Pongau #Karl Schneider
- Karl Schneider (Altphilologe) (1880–1956), Schweizer Altphilologe und Lehrer
- Karl Schneider (Politiker, 1882) (1882–1952), deutscher Politiker (USPD/SPD)
- Karl Schneider (Architekt, 1884) (1884–1959), Schweizer Architekt
- Karl Schneider (Sänger, 1885) (1885–1961), österreichischer Sänger und Wienerlieddichter
- Karl Schneider (Vermessungsingenieur) (1886–1979), Schweizer Kartograf, Direktor Landestopographie
- Karl Schneider (Staatssekretär) (1887–1969), deutscher Verwaltungsjurist
- Karl Schneider (Architekt, 1892) (1892–1945), deutscher Architekt und Stadtplaner
- Karl Schneider (Fußballspieler, 1895) (1895–??), deutscher Fußballspieler
- Karl Schneider (Fußballspieler, 1902) (1902–nach 1942), österreichischer Fußballspieler und -trainer
- Karl Schneider (Architekt, 1908) (1908–1994), deutscher Architekt und Maler
- Karl Schneider (Politiker, 1909) (1909–2000), deutscher Politiker (FDP), MdL Nordrhein-Westfalen
- Karl Schneider (Bildhauer) (1911–1970), deutscher Bildhauer
- Karl Schneider (Philologe) (1912–1998), deutscher Mediävist
- Karl Schneider (Szenenbildner) (1916–1996), deutscher Filmarchitekt
- Karl Schneider (Architekt, 1918) (1918–1975), deutscher Architekt
- Karl Schneider (Politiker, 1918) (1918–2003), österreichischer Politiker (ÖVP), Niederösterreichischer Landtagsabgeordneter
- Karl Schneider (Politiker, 1926) (1926–2012), deutscher Politiker (CDU)
- Karl Schneider (Intendant) (1928–1998), deutscher Theaterwissenschaftler und Intendant
- Karl Schneider (Politiker, 1934) (1934–2020), deutscher Politiker (SPD)
- Karl Schneider (Historiker) (* 1937), deutscher Polizeibeamter, Verwaltungsrechtler und Historiker
- Karl Schneider (Fußballspieler, 1942) (* 1942), deutscher Fußballspieler
- Karl Schneider (Politiker, 1952) (* 1952), deutscher Politiker (CDU)
- Karl Schneider von Arno (General, 1777) (1777–1846), österreichischer Feldmarschalleutnant
- Karl Schneider von Arno (General, 1807) (1807–1886), österreichischer Feldmarschalleutnant
- Karl Schneider-Carius (1896–1959), deutscher Meteorologe und Klimatologe
- Karl Schneider-Manns Au (1897–1977), österreichischer Politiker (VDU)
- Karl Schneider-Pungs (1914–2001), deutscher Konteradmiral
- Karl Schneider-Stinner (1955–2008), Schweizer Architekt
- Karl Agnel Schneider (1766–1835), österreichisch-böhmischer Jurist und Schriftsteller
- Karl August Schneider (Politiker) (1837–1911), deutscher Offizier, Bankier und Politiker, MdR
- Karl August Wilhelm Schneider (um 1825–nach 1861), deutscher Verwaltungsjurist
- Karl Camillo Schneider (1867–1943), deutsch-österreichischer Zoologe und Philosoph
- Karl Ernst Christoph Schneider (1786–1856), deutscher Klassischer Philologe
- Karl Friedrich Schneider (Geigenbauer) (1905–1998), Schweizer Geigenbauer
- Karl Friedrich Robert Schneider (1798–1871/1872), deutscher Pädagoge, Botaniker und Pharmazeut
- Karl Friedrich Theodor Schneider (1821–1895), deutscher Kirchenhistoriker
- Karl Heinrich Schneider, eigentlicher Name von Carlos Schneider (1889–1932), Schweizer Maler
- Karl Heinz Schneider (Richter) (1916–1971), deutscher Richter
- Karl Heinz Schneider (Politiker) (1917–1991), deutscher Politiker (SPD)
- Karl-Heinz Schneider (Dirigent), deutscher Chorleiter
- Karl-Heinz Schneider (Jurist, 1939) (* 1939), deutscher Jurist
- Karl-Heinz Schneider (Jurist, 1948) (* 1948), Jurist, Kunsthistoriker
- Karl Heinz Schneider (Historiker) (* 1953), deutscher Historiker
- Karl Ludwig Schneider (1919–1981), deutscher Germanist und Widerstandskämpfer
- Karl Max Schneider (1887–1955), deutscher Zoodirektor
- Karl-Otto Schneider (?–1965), deutscher Sportjournalist
- Karl Samuel Schneider (Carl Samuel Schneider; 1801–1882), österreichischer Superintendent und Politiker
- Karla Schneider (* 1938), deutsche Schriftstellerin
- Karsten Schneider (Admiral) (* 1956), deutscher Konteradmiral
- Karsten Schneider (Jurist) (* 1976), deutscher Rechtswissenschaftler
- Katharina Schneider (* 1985), deutsche Tischtennisspielerin
- Käthe Schneider (* 1963), deutsche Erziehungswissenschaftlerin
- Kathrin Schneider (* 1962), deutsche Agraringenieurin und Politikerin
- Katja Schneider (Kunsthistorikerin) (* 1953), deutsche Kunsthistorikerin
- Katja Schneider (Tanzwissenschaftlerin) (* 1963), deutsche Tanz- und Theaterwissenschaftlerin
- Katja Schneider (Ökotrophologin) (* 1970), deutsche Ökotrophologin und Hochschullehrerin
- Katja M. Schneider (* 1966), deutsche Malerin
- Katrin Schneider (* 1990), deutsche Handballspielerin und -trainerin
- Kerstin Schneider (Wirtschaftswissenschaftlerin) (* 1965), deutsche Wirtschaftswissenschaftlerin und Hochschullehrerin
- Kerstin Schneider, Geburtsname von Kerstin Herrnkind (* 1965), deutsche Journalistin und Autorin
- Kevin B. Schneider (* um 1966), US-amerikanischer General der Air Force
- Kim Schneider (* 2003), deutsche Fußballspielerin
- Kjell Schneider (* 1976), deutscher Beachvolleyballspieler
- Klaus Schneider (Bibliothekar) (* 1931), deutscher Bibliothekar, Komponist, Herausgeber
- Klaus Schneider (Musiker) (1936–2021), deutscher Komponist, Musiker und Musikpädagoge
- Klaus Schneider (Feuerwehrmann) (* 1940), deutscher Jurist und Sicherheitstechniker
- Klaus Schneider (Psychologe) (1942–1994), deutscher Psychologe und Hochschullehrer
- Klaus Schneider (Leichtathletiktrainer) (* 1950), deutscher Leichtathletiktrainer
- Klaus Schneider (Maler, 1951) (* 1951), deutscher Maler, Zeichner und Fotograf
- Klaus Schneider (Maler) (1952–2007), deutscher Maler und Grafiker
- Klaus Schneider (Ethnologe) (* 1954), deutscher Ethnologe und Hochschullehrer
- Klaus Schneider (Winzer) (* 1958), deutscher Winzer und Weinbaufunktionär
- Klaus F. Schneider (* 1958), deutscher Schriftsteller
- Klaus-Jürgen Schneider (1930–2015), deutscher Bauingenieur
- Konrad Schneider (Numismatiker) (* 1950), deutscher Numismatiker und Archivar
- Konrad Viktor Schneider (auch Conrad Victor Schneider; 1614–1680), deutscher Mediziner
- Konstantin Schneider (* 1975), deutscher Ringer
- Kristan Schneider (* 1981), österreichischer Mathematiker
- Kurt Schneider (Politiker) (1885–1929), deutscher Fabrikant und Politiker (DVP)
- Kurt Schneider (1887–1967), deutscher Psychiater
- Kurt Schneider (Leichtathlet) (1900–1988), deutscher Marathonläufer
- Kurt Schneider (Radsportler) (1932–2023), österreichischer Radrennfahrer
- Kurt Schneider (Mordopfer)  (1961–1999), deutscher Maurer und Mordopfer
- Kurt Hugo Schneider (* 1988), US-amerikanischer Musiker, Sänger, Songwriter und Filmemacher

### L
- Lambert Schneider (Verleger) (1900–1970), deutscher Verleger
- Lambert Schneider (Archäologe) (* 1943), deutscher Klassischer Archäologe
- Lara Schneider (* 1990), deutsche Schauspielerin
- Larry Schneider (* 1949), US-amerikanischer Saxophonist
- Lars Schneider (* 1971), deutscher Romanist, Literaturwissenschaftler und Hochschullehrer
- Laura Schneider (* 1979), deutsche Schauspielerin und Sängerin
- Laura Schneider (Fussballtorhüterin) (* 1995), Schweizer Fussballspielerin
- Laura Schneider (Handballspielerin) (* 1994), französische Handballspielerin
- Laura Schneider-Kupferschmid (1870–nach 1953), Schweizer Pianistin
- Lea Schneider (Schriftstellerin) (* 1989), deutsche Schriftstellerin und Übersetzerin
- Lea Schneider (Fußballspielerin) (* 2000), deutsche Fußballspielerin
- Lena Stein-Schneider (1874–1958), deutsche Musikerin, Komponistin und Texterin
- Lene Schneider-Kainer (1885–1971), österreichische Malerin
- Leo Schneider (NS-Opfer) (1900–1944), deutscher Angestellter und NS-Opfer
- Leo Schneider (Organist) (1910–1978), brasilianischer Organist, Komponist und Musikpädagoge
- Leo Schneider (Autor) (1915/1916–2008), US-amerikanischer Autor
- Leo Schneider (Unternehmer), deutscher Unternehmer, siehe Schneider (Unternehmen)
- Leo Schneider-Seenuss (1868–nach 1930), deutscher Maler
- Leon Schneider (* 2000), deutscher Fußballspieler
- Leopold Schneider († 1528), deutscher Täufer und Märtyrer, siehe Hans Leupold
- Leopold Schneider (Politiker) (1920–2009), österreichischer Politiker (ÖVP), Wiener Landtagsabgeordneter
- Lew Schneider (* 1961), US-amerikanischer Fernsehproduzent, Drehbuchautor, Schauspieler und Comedian
- Liane Schneider (* 1957), deutsche Schriftstellerin
- Lina Schneider (1831–1909), deutsche Dichterin und Übersetzerin
- Lisa Schneider, Pseudonym von Susanne Walsleben (* 1957), deutsche Journalistin und Autorin
- Lisa Schneider (Fußballspielerin) (* 1990), deutsche Fußballspielerin
- Lorenz Schneider (* 1990), deutscher Eishockeyspieler
- Lothar Schneider (Theologe) (1938–2019), deutscher katholischer Geistlicher, Theologe, Sozialwissenschaftler und Hochschullehrer
- Lothar Schneider (Ringer) (1939–2019), deutscher Ringer
- Lothar Schneider (Karikaturist) (* 1943), deutscher Karikaturist
- Lothar Schneider (Fußballspieler) (* 1953), deutscher Fußballspieler
- Lotte Lesehr-Schneider (1908–2003), deutsche Malerin und Grafikerin
- Louis Schneider (1805–1878), deutscher Schauspieler und Schriftsteller
- Lucas Schneider (* 1995), deutscher Handballspieler
- Ludwig Schneider (Beamter) (1750–1826), deutscher Verwaltungsbeamter
- Ludwig Schneider (Geistlicher) (1806–1864), deutscher Pfarrer, Kirchenmusiker und Genealoge
- Ludwig Schneider (Architekt) (1854–1943), deutscher Architekt
- Ludwig Schneider (Politiker, 1862) (1862–1922), deutscher Politiker (NLP), MdL Baden
- Ludwig Schneider (Heimatforscher) (1875–1945), österreichisch-galizischer Lehrer, Heimatforscher und Verbandsfunktionär
- Ludwig Schneider (Politiker, 1893) (1893–1977), deutscher Politiker (DVP, NSDAP, FDP), MdL Hessen
- Ludwig Schneider (Techniker) (1897–1965), deutscher Lichttechniker
- Ludwig Schneider (Politiker, 1898) (1898–1978), deutscher Politiker (FDP, FVP, DP, CDU), MdB
- Ludwig Schneider (Politiker, 1902) (1902–1944), deutscher Politiker (NSDAP), MdR
- Ludwig Schneider (Schachspieler) (1907–1975), deutscher Schachspieler und -funktionär
- Ludwig Schneider (Journalist) (1941–2018), deutscher Journalist
- Ludwig Schneider (Ringer) (* 1968), deutscher Ringer
- Ludwig Karl Eduard Schneider (1809–1889), deutscher Politiker und Botaniker
- Ludwig Wilhelm Schneider (1805–1878), deutscher Schauspieler und Militärschriftsteller, siehe Louis Schneider
- Luise Schneider (1894–1964), deutsche Verlegerin
- Luitgard Schneider (1893–1972), deutsche Ärztin und Politikerin (CDU)
- Lynn Schneider (* 1996), deutsche Handballspielerin

### M
- Magda Schneider (1909–1996), deutsche Schauspielerin
- Magda Schneider (Malerin) (M. Kiszio-Schneider; * 1939), Schweizer Malerin
- Maik Schneider (* 1987), deutscher Politiker (NPD)
- Maj Schneider (* 2007), deutsche Fußballspielerin
- Makke Schneider (* 1974), deutscher Schauspieler
- Manfred Schneider (Politiker) (1925–2020), deutscher Politiker (CDU)
- Manfred Schneider (Judoka), deutscher Judoka
- Manfred Schneider (Fußballspieler) (1934–2009), deutscher Fußballspieler
- Manfred Schneider (Mathematiker) (1934–2018), deutscher Mathematiker und Hochschullehrer (Chemnitz)
- Manfred Schneider (Geodät) (1935–2016), deutscher Geodät und Hochschullehrer
- Manfred Friedrich Schneider (* 1937), deutscher Mathematiker und Hochschullehrer (Karlsruhe)
- Manfred Schneider (Manager) (* 1938), deutscher Manager
- Manfred Schneider (Illustrator) (* 1938), deutscher Illustrator
- Manfred Schneider (Ruderer) (* 1941), deutscher Ruderer
- Manfred Schneider (Germanist) (* 1944), deutscher Literatur- und Medienwissenschaftler
- Manfred Schneider (Musikwissenschaftler) (* 1948), österreichischer Musikwissenschaftler
- Manfred Schneider (Komponist) (1953–2008), deutscher Komponist, Arrangeur und Dirigent
- Manfred Schneider (Künstler) (* 1957), deutscher Plastiker und Maler
- Manuela Keller-Schneider (* 1959), Schweizer Erziehungswissenschaftlerin
- Marc Schneider (Ruderer) (Marcus Blake Schneider; * 1973), US-amerikanischer Ruderer
- Marc Schneider (Fussballspieler) (* 1980), Schweizer Fußballspieler und -trainer
- Marc Schneider, eigentlicher Name von Manny Marc (* 1980), deutscher Musikproduzent, DJ und Rapper
- Marcel Schneider (Radsportler), Luxemburger Radsportler
- Marcel Schneider (Schriftsteller) (1913–2009), französischer Schriftsteller
- Marcel Schneider (Manager) (* 1964), Schweizer Fußballtorwart und Industriemanager
- Marcel Schneider (Boxer) (* 1986), deutscher Boxer
- Marcel Schneider (Golfspieler) (* 1990), deutscher Golfspieler
- Marco Schneider (* 2001), österreichischer American-Football-Spieler
- Marcus Schneider (Pädagoge) (* 1954), Schweizer Pädagoge, Anthroposoph und Pianist
- Marcus Schneider (Regisseur), deutscher Regisseur
- Marcus Schneider, Geburtsname von Marcus Urban (* 1971), deutscher Fußballspieler
- Marcus Schneider (Musiker), deutscher Gitarrist, Keyboarder und Produzent
- Mareike Schneider (* 1986), deutsche Fitness-Bloggerin, Fitnesscoach, Model, Unternehmerin
- Margarete Schneider-Reichel (1891–1944), Malerin und NS-Funktionärin
- Margit Schneider (* 1967), österreichische Politikerin (ÖVP), Kärntner Landtagsabgeordnete
- Maria Schneider (Politikerin, 1898) (1898–1979), österreichische Politikerin (GDVP)
- Maria Schneider (Politikerin, 1923) (* 1923), deutsche Politikerin (SED)
- Maria Schneider (Schauspielerin) (1952–2011), französische Schauspielerin
- Maria Schneider (Komponistin) (* 1960), US-amerikanische Komponistin und Arrangeurin
- Maria Schneider (Vibraphonistin) (* 1983), deutsche Musikerin
- Maria Schneider (Tennisspielerin) (* 1996), deutsche Tennisspielerin
- Maria Schneider-Ziegler (* 1948), Schweizer Scherenschneiderin
- Maria Anna Schneider (1919–1945), deutsche Grafikerin
- Maria Katharina Schneider-Esleben (1955–2002), deutsche Grafikerin
- Marianne Schneider (1937–2023), deutsche Übersetzerin
- Marie Schneider (* 1968), österreichische Schauspielerin
- Mariejosephin Schneider (* 1976), deutsche Regisseurin und Drehbuchautorin
- Marina Schneider (* 1990), österreichische Leichtathletin und Miss Austria
- Mario Schneider (* 1970), deutscher Regisseur, Autor, Filmkomponist und Fotograf
- Marion Schneider (Autorin) (* 1956), deutsche Unternehmerin und Autorin
- Marion Schneider (Schauspielerin) (* 1976), deutsche Schauspielerin
- Marius Schneider (1903–1982), deutscher Musikethnologe
- Mark Schneider (Schauspieler), US-amerikanischer Schauspieler
- Mark Schneider (Manager) (Ulf Mark Schneider; * 1965), deutscher Wirtschaftsmanager
- Mark Schneider (Radsportler) (* 1981/1982), deutscher Radsportler und Radsporttrainer
- Markus Schneider (Schachspieler) (* 1959), deutscher Schachspieler
- Markus Schneider (Journalist) (* 1960), Schweizer Journalist und Autor
- Markus Schneider (Fussballspieler) (* 1960), Schweizer Fußballspieler
- Markus Schneider (Politiker) (* 1965), Schweizer Politiker (Die Mitte), Stadtammann von Baden
- Markus Schneider (Logistiker) (* 1974), deutscher Kaufmann, Logistikwissenschaftler und Hochschullehrer
- Martha Schneider-Bürger (1903–2001), deutsche Ingenieurin
- Martha Wachter-Schneider (1913–1978), Schweizerin Mitarbeiterin in Hilfsorganisationen
- Martin Schneider (Bildhauer) (um 1608–1664?), Bildhauer
- Martin Schneider (Komponist), deutscher Komponist und Instrumentalist
- Martin Schneider (Politiker, 1839) (1839–1904), deutscher Jurist und Politiker, MdR
- Martin Schneider (Pfarrer) (1862–1933), deutscher Pfarrer und Missionar
- Martin Schneider (Turnlehrer) (1889–1946), deutscher Turnlehrer
- Martin Schneider (Politiker, 1892) (1892–1967), deutscher Politiker (GB/BHE), MdL Hessen
- Martin Schneider (Regisseur) (1938–2021), deutscher Opernregisseur und Hochschullehrer
- Martin Schneider (* 1964), deutscher Komiker, Kabarettist und Schauspieler
- Martin Schneider (Nachrichtentechniker) (* 1966), deutscher Elektrotechniker und Hochschullehrer
- Martin Schneider (Kommentator) (* 1967), deutscher Sportkommentator und Journalist
- Martin Schneider (Fußballspieler, 1968) (* 1968), deutscher Fußballspieler
- Martin Schneider (Fußballspieler, 1970) (* 1970), österreichischer Fußballspieler
- Martin Schneider (Basketballspieler), deutscher Basketballspieler
- Martin Schneider (Intendant) (* 1983), deutscher Theaterintendant, Schauspieler und Regisseur
- Martin Schneider-Jacoby (1956–2012), deutscher Naturschützer und Biologe
- Martin Schneider-Ramelow (* 1964), deutscher Ingenieur und Hochschullehrer
- Martin Gotthard Schneider (1930–2017), deutscher Kirchenmusiker
- Mary Schneider (* 1932), australische Sängerin
- Maschinka Schneider (Maschinka Schubert; 1815–1882), deutsche Schauspielerin und Opernsängerin (Sopran/Mezzosopran)
- Mathias Schneider (1834–1917), ungarndeutscher Richter
- Mathieu Schneider (* 1969), US-amerikanischer Eishockeyspieler
- Matt Schneider (* 1985), neuseeländischer Eishockeyspieler
- Matthäus Schneider (1877–1944), deutscher Politiker (SPD)
- Matthias Schneider (Glasmaler) (1826–1876), deutscher Glasmaler
- Matthias Schneider (Agraringenieur) (1936–2008), österreichischer Agraringenieur, Volkswirt und Hochschullehrer
- Matthias Schneider (Musikwissenschaftler) (* 1959), deutscher Musikwissenschaftler und Hochschullehrer
- Matthias Schneider (Politiker) (1962–2024), deutscher Politiker (CDU), Landrat des Landkreises Birkenfeld
- Matthias Schneider-Hollek (* 1963), deutscher Musiker und Komponist
- Max Schneider (Journalist) (1853–1933), deutscher Publizist und Verleger
- Max Schneider (Bibliothekar) (1859–1939), deutscher Bibliothekar
- Max Schneider (Musikhistoriker) (1875–1967), deutscher Musikhistoriker
- Max Schneider (Fotograf) (1887–nach 1939), österreichischer Fotograf und Maler
- Max Schneider (Maler, 1891) (1891–1960), deutscher Maler und Graphiker
- Max Schneider (Maler, 1903) (1903–1980), deutscher Maler und Zeichner
- Max Schneider (Mediziner) (1904–1979), Schweizer Physiologe
- Max Schneider (Ingenieur) (1906–1981), deutscher Ingenieur und Wirtschaftsmanager
- Max Schneider (Architekt) (1907–1981), deutscher Architekt
- Max Schneider (Politiker, 1909) (1909–1958), tschechoslowakisch-deutscher Politiker (KPČ, SED)
- Max Schneider (Politiker, 1915) (1915–1987), deutscher Politiker (NDPD)
- Max Schneider (Maler, 1916) (1916–2010), Schweizer Maler, Zeichner und Architekt
- Max Schneider (Politiker, 1921) (1921–2010), österreichischer Politiker (KPÖ)
- Max Schneider (SS-Mitglied) (* 1925), deutsches SS-Mitglied
- Max Schneider (Politiker, 1926) (* 1926), deutscher Politiker (CDU)
- Max Schneider (Politiker, 1952) (* 1952), österreichischer Politiker (Grüne)
- Max Schneider (Sänger) (* 1992), US-amerikanischer Sänger und Schauspieler
- Max Hooper Schneider (* 1982), US-amerikanischer Künstler
- Menko Alexander Schneider (* 1968), deutscher Physiker und Hochschullehrer
- Meret Schneider (* 1992), Schweizer Politikerin (Grüne)
- Michael Schneider (Philosoph) (1612–1639), deutscher Philosoph
- Michael Schneider (Politiker, 1855) (1855–1929), österreichischer Politiker (CS)
- Michael Schneider (1905–1984), deutscher Schachkomponist, siehe Johann Bernhard Michael Schneider
- Michael Schneider (Organist) (1909–1994), deutscher Organist und Chorleiter
- Michael Schneider (Wirtschaftswissenschaftler) (Michael Philip Schneider; 1935–2019), australischer Wirtschaftswissenschaftler
- Michael Schneider (Funktionär) (1939–2022), südafrikanischer Generalsekretär des Jüdischen Weltkongresses
- Michael Schneider (Mathematiker) (1942–1997), deutscher Mathematiker
- Michael Schneider (Schriftsteller) (* 1943), deutscher Schriftsteller und Publizist
- Michael Schneider (Historiker) (* 1944), deutscher Historiker und Politikwissenschaftler
- Michael Schneider (Theologe) (* 1949), deutscher Theologe
- Michael Schneider (Politiker, 1953) (1953–2022), deutscher Politiker (Die Linke)
- Michael Schneider (Blockflötist) (* 1953), deutscher Blockflötist und Dirigent
- Michael Schneider (Politiker, 1954) (* 1954), deutscher Politiker (CDU)
- Michael Schneider (Maler) (1956–2019), deutscher Maler
- Michael Schneider (Sprengmeister) (* 1960), deutscher Sprengmeister
- Michael Schneider (Fußballspieler) (* 1964), deutscher Fußballspieler
- Michael Schneider (Komponist) (* 1964), Schweizer Komponist, Kulturjournalist und Kulturmanager
- Michael Schneider (Grafiker) (* 1967), österreichischer Künstler
- Michael Schneider (Politiker, 1968) (* 1968), deutscher Bankfachwirt und Politiker (CDU)
- Michael Schneider (Regisseur) (* 1970), deutscher Regisseur
- Michael Schneider (evangelischer Theologe) (* 1977), deutscher evangelischer Theologe
- Mikuláš Schneider-Trnavský (1881–1958), slowakischer Komponist und Lehrer
- Mirko Schneider (* 1994), deutscher Volleyball- und Beachvolleyballspieler
- Monika Schneider (* 1983), polnische Tennisspielerin und -trainerin
- Monique Schneider, Schweizer Basketballspielerin
- Moritz Schneider (General) (1848–1923), sächsischer Generalmajor
- Moritz Schneider (Komponist), Schweizer Komponist
- Moritz Schneider (Basketballspieler) (* 1999), deutscher Basketballspieler
- Moses Schneider (* 1966), deutscher Musikproduzent
- Mycle Schneider (* 1959), deutscher Politikberater

### N
- Nadine Schneider (* 1990), deutsche Schriftstellerin
- Nadja-Christina Schneider (* um 1980), deutsche Südasienwissenschaftlerin und Hochschullehrerin
- Niels Schneider (* 1987), frankokanadischer Schauspieler
- Nick Schneider (1943–2024), US-amerikanischer Jazzmusiker
- Nicolaus Schneider (auch Nicolas Schneider; 1884–1953), luxemburgischer Theologe und Altorientalist
- Niklas Schneider (* 2004), österreichischer Fußballspieler
- Nikolaus Schneider (Geistlicher, 1920) (1920–1996), russischer Geistlicher, Bischof in Sibirien
- Nikolaus Schneider (Geistlicher, 1937) (* 1937), Schweizer Geistlicher, Gründer der Neuchristen
- Nikolaus Schneider (* 1947), deutscher Theologe und Ratsvorsitzender der Evangelischen Kirche in Deutschland
- Nils Schneider (* 1969), deutscher Allgemeinmediziner und Hochschullehrer
- Nina Schneider (* 1973), österreichische Theaterautorin und Schauspielerin
- Noemi Schneider (* 1982), deutsche Regisseurin und Autorin
- Norbert Schneider (Politiker) (* 1935), deutscher Jurist und Politiker (CDU)
- Norbert Schneider (Medienmanager) (* 1940), deutscher Theologe, Medienmanager und Filmproduzent
- Norbert Schneider (Kunsthistoriker) (1945–2019), deutscher Kunsthistoriker
- Norbert Schneider (Jurist) (* 1967), deutscher Rechtsanwalt und Publizist
- Norbert Schneider (Musiker) (* 1979), österreichischer Musiker
- Norbert Schneider-Danwitz (1934–2017), deutscher Jurist und Richter
- Norbert F. Schneider (* 1955), deutscher Soziologe
- Norbert Jürgen Schneider, Geburtsname von Enjott Schneider (* 1950), deutscher Komponist, Musikwissenschaftler und Hochschullehrer
- Norman Schneider (* 1972), deutscher Puppenspieler
- Notker Schneider (* 1957/1958–2021), deutscher Philosoph und Hochschullehrer

### O
- Oda Schneider (1892–1987), österreichische Unbeschuhte Karmelitin und Schriftstellerin
- Olivia Schneider (* 1996), deutsche Influencerin, Künstlerin und Sozialarbeiterin
- Ortwin Sam Schneider-Freyermuth (* 1958), deutsch-US-amerikanischer Videospiel-Manager, Rechtsanwalt und Filmproduzent
- Oscar Schneider (1927–2024), deutscher Politiker (CSU)
- Oskar Schneider (1841–1903), deutscher Geologe, Herpetologe und Entomologe
- Oswald Schneider (1885–1965), deutscher Wirtschaftswissenschaftler, Diplomat und Hochschullehrer
- Othmar Schneider (1928–2012), österreichischer Skirennläufer
- Ottilie Schneider (auch Otilie Schneiderová oder Otty Schneiderová; 1875–1957), tschechisch-deutsche Malerin und Illustratorin
- Otto Schneider (Philologe) (1815–1880), deutscher Klassischer Philologe
- Otto Schneider (General) (1858–1941), deutscher Generalmajor
- Otto Schneider (Maler, 1865) (1865–1950), US-amerikanischer Maler
- Otto Schneider (Mineraloge) (1874–1955), deutscher Mineraloge
- Otto Schneider (Politiker, 1878) (1878–1967), deutscher Politiker (CDU), MdHB
- Otto Schneider (Architekt) (1889–??), deutscher Architekt und Gartenbauinspektor
- Otto Schneider (Bildhauer) (1890–1946), deutscher Bildhauer und Keramiker
- Otto Schneider (Politiker, 1902) (1902–1947), deutscher Politiker (CDU), MdL Thüringen
- Otto Schneider (Politiker, 1904) (1904–1992), deutscher Politiker, Oberbürgermeister von Zwickau
- Otto Schneider (Komponist) (1912–1991), österreichischer Komponist, Musikpädagoge und Musikforscher
- Otto Schneider (Heimatforscher) (1927–2000), deutscher Burgen- und Heimatforscher
- Otto Schneider (Manager) (1929–2021), deutscher Tourismusmanager
- Otto Schneider (Maler, 1939) (1939–??), österreichischer Maler
- Otto Schneider-Orelli (1880–1965), Schweizer Entomologe und Önologe
- Otto Albert Schneider (1876–nach 1907), deutscher Redakteur und Feuilletonist
- Otto Eduard Moritz Schneider (1872–1950), deutsch-argentinischer Brauer und Unternehmensgründer
- Otto J. Schneider (1875–1946), US-amerikanischer Maler, Grafiker und Illustrator
- Otto Ludwig Schneider (1858–1911), deutscher Maler
- Otto Wilhelm Schneider (1896–1975), deutscher Politiker (DP)

### P
- Patricia Schneider (* 1974), Schweizer Druckgrafikerin und Installationskünstlerin
- Patrick Schneider (Leichtathlet, 1972) (* 1972), deutscher Leichtathlet
- Patrick Schneider (Leichtathlet, 1992) (* 1992), deutscher Leichtathlet
- Paul Schneider (Konsul) (vor 1500–1545), deutscher Konsul und Richter
- Paul von Schneider (um 1856–1918), deutscher Jurist und Richter
- Paul Schneider (Offizier) (1869–nach 1920), deutscher Oberstleutnant der Reichswehr
- Paul Schneider (Politiker, 1871) (1871–1938), deutscher Politiker (BBM), MdL Bayern
- Paul Schneider (Politiker, 1872) (1872–1936), deutscher Jurist und Politiker, Bürgermeister von Arnsberg
- Paul Schneider (Maler) (1884–1969), deutscher Maler
- Paul Schneider (Politiker, 1892) (1892–1974), deutscher Politiker (NSDAP)
- Paul Schneider (Kunstschnitzer) (1892–1975), deutscher Kunstschnitzer
- Paul Schneider (Pfarrer) (1897–1939), deutscher Pfarrer, „Prediger von Buchenwald“, Opfer des Nationalsozialismus
- Paul Schneider (Chemiker) (1902–nach 1962), deutscher Chemiker
- Paul Schneider (Organist) (1920–2002), deutscher Organist und Hochschullehrer
- Paul Schneider (Künstler) (1927–2021), deutscher Bildhauer
- Paul Schneider (Ringer), deutscher Ringer und Trainer
- Paul Schneider (Regisseur), US-amerikanischer Filmregisseur, Filmproduzent und Hochschullehrer
- Paul Schneider (Fußballspieler) (* 1976), US-amerikanischer Fußballspieler
- Paul Schneider (Schauspieler) (* 1976), US-amerikanischer Schauspieler
- Paul Schneider-Duncker (1878–1956), deutscher Schauspieler, Sänger und Kabarettist
- Paul Schneider-Esleben (1915–2005), deutscher Architekt
- Paul Müller-Schneider (1906–1993), Schweizer Biologe und Botaniker
- Paul Friedrich Schneider (1821–1866), deutscher Kantor und Kapellmeister
- Paula Schneider (* 1976), deutsche Schriftstellerin und Hörfunkautorin
- Peter Schneider (Politiker, 1803) (1803–?), deutscher Gutsbesitzer und Mitglied der Ersten Kammer des Nassauischen Landtags
- Peter Schneider (Bildhauer, 1848) (1848–1922), deutscher Bildhauer und Schnitzer
- Peter Schneider (Heimatforscher) (1882–1958), deutscher Heimatforscher
- Peter Schneider (Geistlicher) (1894–1971), deutscher Priester und Religionslehrer
- Peter Schneider (Politiker, 1909) (1909–1984), deutscher Politiker (SPD) und Widerstandskämpfer
- Peter Schneider (Bildhauer, 1919) (1919–1965), österreichischer Bildhauer
- Peter Schneider (Rechtswissenschaftler) (1920–2002), Schweizer Rechtswissenschaftler
- Peter Schneider (Missionar) (1925–2004), deutscher Missionar und Geschäftsführer der Deutschen Evangelischen Allianz
- Peter Schneider (Zoologe) (1936–2018), deutscher Zoologe und Puppenspieler
- Peter Schneider (Dirigent) (* 1939), österreichischer Dirigent
- Peter Schneider (Schriftsteller) (* 1940), deutscher Schriftsteller
- Peter Schneider (Fußballspieler, 1943) (* 1943), deutscher Fußballspieler
- Peter Schneider (Sportfunktionär) (* 1947), deutscher Jiu-Jitsuka und Sportfunktionär
- Peter Schneider (Maler, 1951) (* 1951), deutscher Maler
- Peter Schneider (Maler, 1952) (* 1952), österreichischer Maler
- Peter Schneider (Mathematiker) (* 1953), deutscher Mathematiker
- Peter Schneider (Psychoanalytiker) (* 1957), Schweizer Psychoanalytiker und Publizist
- Peter Schneider (Astrophysiker) (* 1958), deutscher Astrophysiker
- Peter Schneider (Politiker, 1958) (* 1958), deutscher Politiker (CDU) und Sparkassenmanager
- Peter Schneider (Politiker, 1961) (* 1961), deutscher Politiker (ÖDP, AUF)
- Peter Schneider (Fußballspieler, 1961) (* 1961), österreichischer Fußballspieler
- Peter Schneider (Schwimmer) (* 1964), deutscher Schwimmer
- Peter Schneider (Schauspieler) (* 1975), deutscher Schauspieler
- Peter Schneider (Eishockeyspieler) (* 1991), österreichischer Eishockeyspieler
- Peter Patel-Schneider (* 1954), US-amerikanischer Informatiker
- Peter F. Schneider (Regisseur) (Peter Frederik Schneider; 1942–1999), deutscher Regisseur und Fotograf
- Peter F. Schneider (Komponist) (* 1959), deutscher Komponist, Kirchenmusiker und Musikpädagoge
- Peter Friedrich Schneider (1901–1981), deutscher Architekt
- Peter Josef Maria Schneider (Peter JM Schneider; * 1958), deutscher Logopäde und Künstler
- Peter Joseph Schneider (Mediziner) (1791–1871), deutscher Arzt und Medizinhistoriker
- Peter Joseph Schneider (Musikwissenschaftler) (1810–1837), deutscher Musikwissenschaftler
- Peter-Jürgen Schneider (* 1947), deutscher Politiker (SPD), MdL Niedersachsen
- Peter M. Schneider (Opernsänger) (* 1936), deutscher Opernsänger, Schriftsteller und Impresario
- Peter M. Schneider (Genetiker) (1955–2022), deutscher forensischer Molekulargenetiker
- Peter Otto Schneider (1901–1981), Schweizer Komponist
- Petra Schneider (Rollkunstläuferin) (* 1960), deutsche Roll- und Eiskunstläuferin
- Petra Schneider (Schwimmerin) (* 1963), deutsche Schwimmerin
- Petra Schneider, bekannt als Petra Lobinger (* 1969), deutsche Leichtathletin
- Petra Schneider (Politikerin) (* 1972), deutsche Politikerin (CDU)
- Philip Schneider (* 1981), österreichischer Volleyballspieler
- Philipp Schneider (Politiker, 1832) (1832–1897), deutscher Politiker, MdL Bayern
- Philipp Schneider (Theologe) (1840–1907), deutscher Theologe
- Philipp Schneider (General) (1848–1904), deutscher Generalmajor
- Philipp Schneider (Mediziner) (1896–1954), österreichischer Rechtsmediziner und Hochschullehrer
- Philipp Schneider (Politiker, 1913) (1913–1994), Schweizer Jurist und Politiker
- Philippe Schneider (1908–1980), luxemburgischer Filmregisseur
- Pia Laus-Schneider (* 1968), deutsch-italienische Dressurreiterin
- Pippa Schneider (* 1994), deutsche Politikerin (Bündnis 90/Die Grünen)

### R
- Rachel Schneider (* 1991), US-amerikanische Leichtathletin
- Ralf Schneider (Fußballspieler, 1952) (* 1952), deutscher Fußballspieler
- Ralf Schneider (Physiker), deutscher Physiker und Hochschullehrer, Prorektor der Universität Greifswald
- Ralf Schneider (Fußballspieler, 1962) (* 1962), deutscher Fußballspieler
- Ralf Schneider (Anglist) (* 1966), deutscher Anglist und Hochschullehrer
- Ralf Schneider (Reiter) (* 1970/1971), deutscher Springreiter
- Ralf Schneider (Fußballspieler, 1986) (* 1986), deutscher Fußballspieler
- Ralph Schneider (Jurist) (Ralph Edward Schneider; 1909–1964), US-amerikanischer Jurist und Unternehmensgründer
- Ralph R. Schneider (* 1958), deutscher Paläozeanograph, Klimaforscher und Hochschullehrer
- Randy Schneider (* 2001), schweizerisch-philippinischer Fußballspieler
- Raphael Schneider (* 1970), deutsche Schauspielerin
- Raymond Schneider (Lyriker) (auch Raimund Schneider; 1893–nach 1941), französischer Lyriker
- Raymond Schneider (Meteorologe) (1922–2010), Schweizer Meteorologe
- Raymond Schneider (Schachspieler) (* 1937), luxemburgischer Schachspieler
- Regine Schneider (* 1952), deutsche Journalistin und Autorin
- Reiner Schneider (Politiker) (* 1942), deutscher Politiker (CDU)
- Reiner Schneider-Waterberg (* 1969), deutscher Sänger (Bariton) und Chorleiter
- Reinhard Schneider (Physiker) (1925–2001), deutscher Physiker
- Reinhard Schneider (Historiker) (1934–2020), deutscher Historiker
- Reinhard Schneider (Musikwissenschaftler) (* 1948), deutscher Musikwissenschaftler und Musikpädagoge
- Reinhard Schneider (Regisseur) (* 1952), deutscher Regisseur und Autor
- Reinhard Schneider (Unternehmer) (* 1968), deutscher Betriebswirt und Unternehmer
- Reinhilt Schneider (* 1946), deutsche Schauspielerin
- Reinhold Schneider (1903–1958), deutscher Schriftsteller
- Renate Schneider (Turnerin) (* 1939), deutsche Turnerin
- Renate Schneider (Politikerin, 1939) (* 1939), deutsche Politikerin (LDPD, FDP), MdL Brandenburg
- Renate Schneider (Politikerin, 1941) (* 1941), deutsche Jugendfunktionärin und Politikerin, MdV
- Renate Schneider (Politikerin, 1944) (* 1944), deutsche Politikerin (DSU), MdV
- Renate Schneider (Heimatforscherin) (* 1949), deutsche Heimatforscherin
- Renate Werwigk-Schneider (* 1938), deutsche Medizinerin
- René Schneider (General) (1913–1970), chilenischer General
- René Schneider (Fußballspieler, 1936) (* 1936), Schweizer Fußballtorhüter
- René Schneider (Fußballspieler, 1938) (* 1938), luxemburgischer Fußballspieler
- René Schneider (Fußballspieler, 1973) (* 1973), deutscher Fußballspieler
- René Schneider (Politiker) (* 1976), deutscher Politiker (SPD)
- Reto U. Schneider (* 1963), Schweizer Wissenschaftsjournalist
- Richard Schneider (Jurist) (1823–1911), deutscher Jurist und Politiker, MdL Baden
- Richard Schneider (Philologe) (1835–1917), deutscher Klassischer Philologe
- Richard Schneider (Ingenieur) (1848–1929), deutscher Ingenieur für Gasfeuerungsanlagen
- Richard von Schneider (1862–??), deutscher Maler
- Richard Schneider (Politiker) (1876–1941), deutscher Landwirt und Politiker (KPD)
- Richard Schneider (Musikpädagoge) (1884–nach 1936), deutscher Musikpädagoge und Komponist
- Richard Schneider (Geistlicher) (1893–1987), deutscher Geistlicher
- Richard Schneider (Architekt) (1903–1992), deutscher Architekt
- Richard Schneider (Bauunternehmer) (1903–1998), deutscher Bauunternehmer
- Richard Schneider (Fußballspieler) (1919–1982), deutscher Fußballspieler und -trainer
- Richard Schneider (Journalist) (* 1939), deutscher Journalist, Historiker und Autor
- Richard Schneider (Ornithologe) (1962–2017), deutscher Biologe und Ornithologe
- Richard Schneider-Edenkoben (1899–1986), deutscher Schriftsteller, Filmregisseur und Drehbuchautor
- Richard Schneider Edler von Marientreu (1902–1991), österreichisch-britischer Maler
- Richard C. Schneider (* 1957), deutscher Journalist und Theaterregisseur
- Richard Ludwig Schneider (1857–1913), deutscher Komponist und Musikpädagoge
- Rita Schneider-Sliwa (* 1953), Schweizer Geographin und Hochschullehrerin
- Rob Schneider (Robert Michael Schneider; * 1963), US-amerikanischer Schauspieler und Drehbuchautor
- Robert Schneider (Politiker, 1807) (1807–1871), deutscher Jurist und Politiker
- Robert Schneider (Maler, 1809) (1809–1885), deutscher Maler
- Robert von Schneider (1854–1909), österreichischer Archäologe
- Robert Schneider (Politiker, 1868) (1868–1945), österreichischer Politiker (CSP)
- Robert Schneider (Dichter) (1875–1945), deutscher Mundartdichter
- Robert Schneider (Mediziner) (1912–1990), Schweizer Chirurg
- Robert Schneider (Maler, 1944) (1944–2021), deutscher Maler und Zeichner
- Robert Schneider (Radsportler) (* 1944), US-amerikanischer Radsportler
- Robert Schneider (Leichtathlet) (* 1960), deutscher Langstreckenläufer
- Robert Schneider (Schriftsteller) (* 1961), österreichischer Schriftsteller
- Robert Schneider (Musiker) (* 1971), US-amerikanischer Musiker und Produzent
- Robert Schneider (Biologe), Biologe
- Robert Schneider (Journalist) (* 1976), deutscher Journalist
- Roberto Schneider (* 1957), Schweizer Leichtathlet
- Robin Schneider (* 1955), deutscher Politologe und Ethnologe
- Roger Schneider (Schriftsteller) (1910–2005), Schweizer Schriftsteller
- Roger Schneider (Politiker) (* 1968), Schweizer Politiker (FDP), Mitglied des Glarner Landrates
- Roger Schneider (Eisschnellläufer) (1983–2020), Schweizer Speedskater und Eisschnellläufer
- Roland Schneider (Musiker) (1937–2015), deutscher Musiker, Arrangeur und Produzent
- Roland Schneider (Japanologe) (1939–2007), deutscher Japanologe
- Roland Schneider (Fotograf) (1939–2022), Schweizer Fotograf
- Roland Schneider (Curler), Schweizer Curler
- Roland Max Schneider (* 1948), Schweizer Jurist und Richter
- Rolf Schneider (Beamter) (1911–2009), deutscher Ministerialdirigent und Stiftungsgründer
- Rolf Schneider (Zoologe, 1923) (* 1923), deutscher Zoologe
- Rolf Schneider (Chorleiter, 1930) (* 1930), deutscher Chorleiter, Dirigent und Verbandsgründer
- Rolf Schneider (Schriftsteller) (* 1932), deutscher Schriftsteller
- Rolf Schneider (Politiker) (* 1936), Schweizer Politiker
- Rolf Schneider (Mathematiker) (* 1940), deutscher Mathematiker
- Rolf Schneider (General) (* 1943), deutscher General
- Rolf Schneider (Bildhauer) (1948–2006), deutscher Bildhauer
- Rolf Schneider (Chorleiter, 1948) (* 1948), deutscher Chorleiter und Dirigent
- Rolf Schneider (Zoologe, 1951) (* 1951), deutscher Zoologe und Hochschullehrer
- Rolf Schneider (Medizinpädagoge), deutscher Medizinpädagoge
- Rolf Michael Schneider (* 1950), deutscher Archäologe
- Romain Schneider (* 1962), luxemburgischer Politiker
- Roman Schneider (* 1982), Schweizer Radballer
- Romy Schneider (1938–1982), österreichisch-deutsche Schauspielerin
- Ronnie Schneider (* 1994), US-amerikanischer Tennisspieler
- Rosina Schneider (* 2004), deutsche Leichtathletin
- Roy L. Schneider (1939–2022), US-amerikanischer Arzt und Gouverneur
- Rudi Schneider (1908–1957), deutscher Esoteriker
- Rudibert Schneider (1914–1978), deutscher Politiker (GB/BHE, GDP)
- Rudolf Schneider (Mediziner, 1837) (auch Rudolph Schneider; 1837–1898), deutscher Chirurg
- Rudolf Schneider (Historiker) (1852–1911), deutscher Historiker
- Rudolf Schneider (Maler, I), deutscher Maler
- Rudolf Schneider (Politiker) (1874–1944), tschechoslowakischer Politiker (DNP)
- Rudolf Schneider (Jurist) (1875–1956), deutscher Jurist und Richter
- Rudolf Schneider (Meteorologe) (1881–1955), tschechoslowakischer Meteorologe
- Rudolf Schneider (Marineoffizier) (1882–1917), deutscher U-Boot-Kommandant
- Rudolf Schneider (Mediziner, 1886) (1886–1975), österreichischer Augenarzt und Hochschullehrer
- Rudolf Schneider (Theologe) (1910–1956), deutscher evangelischer Theologe und Hochschullehrer
- Rudolf Schneider (Fußballspieler, 1916) (1916–??), deutscher Fußballspieler
- Rudolf Schneider (Fußballspieler, 1921) (1921–1986), deutscher Fußballspieler
- Rudolf Schneider (Fußballspieler, 1948) (* 1948), deutscher Fußballspieler
- Rudolf Schneider (Eishockeyspieler) (* 1951), deutscher Eishockeyspieler
- Rudolf Schneider-Manns Au (1935–2023), österreichischer Architekt und Bühnenbildner
- Rudolf Schneider-Schelde (1890–1956), deutscher Schriftsteller
- Rudolf Emanuel Schneider (1910–1948), deutscher SS-Mann und Kriegsverbrecher, in Polen gehängt
- Rudolf Johann Schneider, eigentlicher Name von Rudy Schneyder (* 1966), deutscher Sänger, Gitarrist und Unterhaltungskünstler
- Rudolf P. Schneider (* 1959), deutscher Maler, Grafiker, Bildhauer und Restaurator
- Rudolph Schneider (1876–1933), deutscher Volkswirt, Manager und Politiker (DVP)
- Rudy Schneider (* 2000), deutscher Volleyball- und Beachvolleyballspieler

### S
- Sabina Schneider (1831–1891), deutsche Ordensschwester und Klostergründerin
- Sabine Schneider (Kunsthistorikerin) (* 1950), deutsche Kunsthistorikerin und Denkmalpflegerin
- Sabine Schneider (Künstlerin) (* 1956), deutsche Malerin und Grafikerin
- Sabine Schneider (Literaturwissenschaftlerin) (* 1966), deutsche Literaturwissenschaftlerin und Hochschullehrerin
- Sabine Schneider (Bergläuferin) (* 1977), deutsche Bergläuferin
- Sabine Schneider (Tennisspielerin) (* 1979), deutsche Tennisspielerin
- Sabrina Schneider (* 1983), deutsche Fußballspielerin
- Sacha Schneider (* 1972), luxemburgischer Fußballspieler
- Samuel Schneider (* 1995), deutscher Schauspieler
- Sandra Maren Schneider (* 1988), deutsche Schauspielerin
- Sarah Schneider (* 1996), deutsche Volleyball- und Beachvolleyballspielerin
- Sarah Scholl-Schneider (* 1978), deutsche Kulturwissenschaftlerin und Hochschullehrerin
- Sascha Schneider (1870–1927), deutscher Maler und Illustrator
- Sascha Schneider (Karateka) (1976), deutscher Karateka
- Saskia Schneider, deutsche Flötistin
- Sebastian Schneider (Theologe) (* 1963), deutscher Theologe
- Sebastian Schneider (Handballspieler) (* 1985), deutscher Handballspieler
- Sebastian Schneider (Schauspieler) (* 1991), deutscher Schauspieler
- Sepp Schneider (* 1991), österreichischer Nordischer Kombinierer
- Severin Schneider (1931–2018), österreichischer Benediktiner und Pädagoge
- Siegbert Schneider (* 1913), sudetendeutscher Jurist und Kommunalpolitiker (NSDAP)
- Siegfried Schneider (Franziskaner) (1894–1935), deutscher Ordensgeistlicher und Autor
- Siegfried Schneider (Unternehmer) (1932–2019), deutscher Unternehmer und Mäzen
- Siegfried Schneider (Autor) (* 1937), deutscher Drehbuchautor
- Siegfried Schneider (Volleyballspieler) (* 1939), deutscher Volleyballspieler
- Siegfried Schneider (Politiker, 1946) (1946–2016), deutscher Politiker (CDU), Bürgermeister von Salzwedel
- Siegfried Schneider (* 1956), deutscher Politiker (CSU)
- Siegfried Schneider (Fußballspieler) (1958–2010), deutscher Fußballspieler
- Siegfried Hermann Schneider (1918–1982), deutscher Journalist, Herausgeber und Übersetzer
- Sieglinde Schneider (* 1953/1954), deutsche Sängerin (Sopran)
- Siegmar Schneider (1916–1995), deutscher Schauspieler und Synchronsprecher
- Sigrid Schneider (1928–1995), deutsche Politikerin (FDP), MdL Niedersachsen
- Sigrid Schneider (Historikerin) (* 1947), deutsche Fotohistorikerin
- Sigrid Schneider-Grube (* 1941), deutsche Pädagogin und Sozialarbeiterin
- Silke Schneider (* 1967), deutsche Juristin und Politikerin (Bündnis 90/Die Grünen)
- Silvana E. Schneider (* 1953), deutsche Schriftstellerin und Lyrikerin
- Silvia Schneider (* 1982), österreichische Fernsehmoderatorin
- Silvia Schneider (Psychologin), deutsche Psychologin und Professorin
- Silvio Schneider (* 1969), deutscher Gitarrist
- Simon Schneider (Musiker) (1886–1971), deutscher Musiker, Komponist und Musikpädagoge
- Simon Schneider (Moderator) (* 1996), deutscher Moderator und Filmemacher
- Simon Menn-Schneider (1890–1948), Schweizer Ingenieur
- Simone Schneider, Geburtsname von Simone Meyer (1962–2021), deutsche Autorin
- Simone Schneider (Verwaltungsjuristin) (* 1971), deutsche Verwaltungsjuristin
- Simone Schneider (Sängerin), deutsche Sängerin (Sopran)
- Simone Tippach-Schneider  (* 1962), deutsche Publizistin und Ausstellungsmacherin
- Skylar Schneider (* 1998), US-amerikanische Radrennfahrerin
- Sophia Schneider (* 1997), deutsche Biathletin
- Sophie Schneider (1866–1942), deutsche Malerin
- Stefan Schneider (Schachkomponist) (1908–1980), österreichischer Schachkomponist
- Stefan Schneider (Schauspieler), deutscher Schauspieler
- Stefan Schneider (Jurist) (* 1956), deutscher Jurist und Richter
- Stefan Schneider (Musiker) (* 1961), deutscher Musiker, Fotograf und Produzent
- Stefan Schneider (Moderator) (* 1962), deutscher Radiomoderator und Stadionsprecher
- Stefan Schneider (Regisseur), deutscher Filmregisseur, Drehbuchautor und Produzent
- Stefan Schneider (Segler) (* 1969), deutscher Segler
- Stefan Schneider (Sozialwissenschaftler) (* 1965), deutscher Sozialwissenschaftler und Aktivist
- Stefan Schneider (Politiker) (* 1977), deutscher Politiker (CDU)
- Stefan Schneider (Schachspieler) (* 1977), schwedischer Schachspieler
- Stefan Schneider (Volleyballspieler) (* 1980), deutscher Volleyballspieler
- Stefan Schneider (Snookerspieler), Schweizer Snookerspieler
- Stefan Schneider (Footballspieler), österreichischer American-Football-Spieler
- Stefan Maria Schneider (* 1980), deutscher Filmkomponist, Musiker und Produzent
- Stefanie Schneider (* 1961), deutsche Fotografin
- Steffen Schneider (Romanist) (* 1970), deutscher Romanist
- Steffen Schneider (* 1988), deutscher Fußballspieler
- Stephan Schneider (Politiker) (1878–1952), österreichischer Landwirt und Politiker (SDAP)
- Stephan Schneider (Wirtschaftsinformatiker), deutscher Wirtschaftsinformatiker und Hochschullehrer
- Stephan Marc Schneider (* 1970), deutscher Komponist
- Stephan Paul Schneider (* 1958), deutscher Künstler
- Stephanie Schneider (Schriftstellerin) (* 1972), deutsche Schriftstellerin
- Stephanie Schneider (Bobfahrerin) (* 1990), deutsche Bobsportlerin
- Stephen Schneider (Klimatologe) (Stephen Henry Schneider; 1945–2010), US-amerikanischer Physiker und Klimawissenschaftler
- Stephen Schneider (Schauspieler) (* 1980), US-amerikanischer Schauspieler
- Steven Schneider (Autor) (* 1964), Schweizer Journalist
- Steven Schneider (Produzent) (* 1974), US-amerikanischer Filmproduzent
- Steven Bruce Schneider, eigentlicher Name von Steve Stevens (* 1959), US-amerikanischer Musiker
- Susanne Schneider (Drehbuchautorin) (* 1952), deutsche Drehbuchautorin und Regisseurin
- Susanne Schneider (Journalistin) (* 1957/1958), deutsche Journalistin
- Susanne Schneider (Physikerin), deutsche Physikerin und Hochschullehrerin
- Susanne Schneider (Politikerin) (* 1967), deutsche Politikerin (FDP)
- Susanne A. Schneider (* 1978), deutsche Neurologin und Hochschullehrerin
- Sven Schneider (* 1972), deutscher Chemiker
- Sydney Schneider (* 1999), US-amerikanisch-jamaikanische Fußballtorhüterin
- Sylk Schneider (* 1966), deutscher Autor
- Sylvia Schneider, deutsche Kanutin

### T
- Tanja Schneider (* 1974), österreichische Skirennläuferin
- Tatjana Schneider (* 1974), deutsche Architektin und Hochschullehrerin
- Thekla Schneider (1854–1936), deutsche Schriftstellerin
- Theo Schneider (Theodor Schneider; * 1960), deutscher Fußballspieler und -trainer
- Theodor Schneider (Priester) (1703–1764), deutscher Priester
- Theodor Schneider (Musiker) (1827–1909), deutscher Musiker
- Theodor Schneider (Theologe, 1864) (1864–1940), deutscher Theologe, Philologe und Lehrer
- Theodor Schneider (Mathematiker) (1911–1988), deutscher Mathematiker
- Theodor Schneider (Theologe, 1930) (* 1930), deutscher Theologe und Hochschullehrer
- Thomas Schneider (Autopionier) (1875–1954), deutscher Automobilist
- Thomas Schneider (Ruderer) (* 1932), deutscher Ruderer
- Thomas Schneider (Schauspieler) (* 1950), deutscher Theaterschauspieler
- Thomas Schneider (Radsportler) (* 1954), deutscher Radrennfahrer
- Thomas Schneider (Fußballspieler, 1959) (* 1959), deutscher Fußballspieler
- Thomas Schneider (DFL-Funktionär) (* 1959), deutscher DFL-Funktionär
- Thomas Schneider (Mediziner) (* 1962), deutscher Sportmediziner und Hochschullehrer
- Thomas Schneider (Jurist) (* 1963), deutscher Richter und Verwaltungsjurist
- Thomas Schneider (Ägyptologe) (* 1964), deutscher Ägyptologe
- Thomas Schneider (Fußballspieler, Oktober 1967) (* 1967), deutscher Fußballspieler
- Thomas Schneider (Fußballspieler, Dezember 1967) (* 1967), österreichischer Fußballspieler
- Thomas Schneider (Kulturwissenschaftler) (* 1970), deutscher Kulturwissenschaftler
- Thomas Schneider (Fußballspieler, 1972) (* 1972), deutscher Fußballspieler und -trainer
- Thomas Schneider (Kameramann) (* 1984), deutscher Kameramann
- Thomas Schneider (Leichtathlet) (* 1988), deutscher Leichtathlet
- Thomas Schneider-Hoppe (* 1952), Schweizer Architekt
- Thomas Müller-Schneider (* 1961), deutscher Soziologe und Hochschullehrer
- Thomas A. Schneider (* 1953), deutscher Kantor, Schauspieler, Komponist und Herausgeber
- Thomas F. Schneider (* 1960), deutscher Literaturwissenschaftler
- Thomas Friedrich Schneider (* 1961), deutscher Diplomat
- Thomas Martin Schneider (* 1962), evangelischer Theologe und Hochschullehrer
- Thorsten Schneider (Soziologe) (* 1973), Professor der Soziologie und Studiendekan
- Thorsten Schneider (Informatiker) (* 1980), deutscher Informatiker
- Til Schneider (* 1981), deutscher Jazzmusiker
- Tim Schneider (* 1997), deutscher Basketballspieler
- Timm Schneider (* 1988), deutscher Handballspieler
- Tine Schneider (geb. Christine Schneider; * 1956), deutsche Jazzpianistin
- Tino Schneider (* 1991), Schweizer Politiker (CVP)
- Tobias Schneider (* 1981), deutscher Eisschnellläufer
- Tobias Schneider (Bobfahrer) (* 1992), deutscher Bobsportler
- Tom Schneider (* 1959), US-amerikanischer Pokerspieler
- Toni Schneider-Manzell (1911–1996), deutsch-österreichischer Bildhauer
- Tonio Schneider (* 1991), deutscher Filmschauspieler
- Torgen Schneider (* 1964), deutscher Journalist und Fernsehmoderator
- Torsten Schneider (* 1969), deutscher Rechtsanwalt und Politiker (SPD)
- Tótila Albert Schneider (1892–1967), chilenischer Bildhauer und Dichter
- Trudpert Schneider (1804–1899), deutscher Kunstschreiner und Fotograf

### U
- Ubald Schneider (1917–2010), deutscher Trompeter
- Ulf Schneider (Geiger) (* 1968), deutscher Geiger und Hochschullehrer
- Ulf Mark Schneider (* 1965), deutscher Wirtschaftsmanager, siehe Mark Schneider (Manager)
- Ulrich Schneider (Mediziner) (1911–nach 1981), deutscher Röntgenologe und Hochschullehrer
- Ulrich Schneider (Bauingenieur) (1942–2011), deutscher Bauingenieur und Hochschullehrer
- Ulrich Schneider (Kunsthistoriker) (* 1950), deutscher Kunsthistoriker
- Ulrich Schneider (Historiker) (* 1954), deutscher Historiker
- Ulrich Schneider (Verbandsfunktionär) (* 1958), deutscher Sozialfunktionär
- Ulrich Schneider (Kunsthistoriker, 1962) (* 1962), deutscher Kunsthistoriker
- Ulrich Schneider (Elektrotechniker) (* 1972), deutscher Elektrotechniker und Hochschullehrer
- Ulrich Schneider (Politiker) (* 1972), deutscher Politiker (Bündnis 90/Die Grünen), MdB
- Ulrich Johannes Schneider (* 1956), deutscher Philosophiehistoriker und Bibliothekar
- Ulrike Schneider (Sängerin) (* 1965), deutsche Sängerin (Mezzosopran, Alt)
- Ulrike Schneider (Philologin) (* 1965), deutsche Philologin
- Ulrike Schneider (Mathematikerin), Wirtschaftsmathematikerin und Hochschullehrerin
- Ulrike Maschewsky-Schneider (* 1947), deutsche Sozial- und Gesundheitswissenschaftlerin
- Urs Schneider (* 1939), Schweizer Violinist und Dirigent
- Urs Peter Schneider (* 1939), Schweizer Komponist
- Ursula Schneider (Künstlerin, 1915) (1915–1978), Schweizer Keramikerin, Malerin, Zeichnerin und Architektin
- Ursula Schneider (Künstlerin, 1942) (* 1942), deutsche Zeichnerin und Illustratorin
- Ursula Schneider (Künstlerin, 1943) (Ursula Schneider-Rosenblatt; * 1943), Schweizer Malerin, Grafikerin und Holzschneiderin
- Ursula Schneider (Juristin) (* 1956), deutsche Juristin und Richterin
- Ursula Schneider (Architektin) (* 1961), österreichische Architektin
- Ursula Schneider-Schulz (1925–2015), deutsche Bildhauerin
- Ursula Schneider Schüttel (* 1961), Schweizer Politikerin (SP)
- Ursula Hendrich-Schneider (1953–2009), österreichische Sozial- und Wirtschaftswissenschaftlerin
- Ursula Wolff-Schneider (1906–1977), deutsch-US-amerikanische Fotografin und Fotojournalistin
- Ute Schneider (* 1960), deutsche Neuzeithistorikerin
- Ute Schneider (Buchwissenschaftlerin) (* 1960), deutsche Buchwissenschaftlerin
- Uwe Schneider (Politiker) (* 1943), deutscher Kommunalpolitiker (CDU), Genealoge, Heimatforscher und Autor
- Uwe Schneider (Fußballspieler, 1960) (* 1960), deutscher Fußballspieler
- Uwe Schneider (Ballonfahrer) (* 1962), deutscher Ballonfahrer
- Uwe Schneider (Journalist) (* 1964), deutscher Journalist und Medienmanager
- Uwe Schneider (Fußballspieler, 1971) (* 1971), deutscher Fußballspieler
- Uwe H. Schneider (* 1941), deutscher Jurist

### V
- Valérie Schneider, Schweizer Schauspielerin
- Velten Schneider (* 1999), deutscher Leichtathlet
- Verena Schneider (* 1964), Schweizer Skirennfahrerin, siehe Vreni Schneider
- Verena Schneider, Geburtsname von Verena Sierra (* 1978), deutsche Radiomoderatorin und Redakteurin
- Verena Schneider (Journalistin) (* 1980), deutsche Journalistin
- Verena Schneider (Moderatorin, Österreich) (* 1980/1981), österreichische TV-Moderatorin
- Veronika Schneider (* 1987), ungarische Schachspielerin
- Viktor Schneider (Skisportler), deutscher Skilangläufer, Nordischer Kombinierer und Skispringer
- Viktor Schneider (Politiker) (1910–2005), österreichischer Politiker (SPÖ)
- Volker Schneider (Jurist) (* 1934), deutscher Jurist und Richter
- Volker Schneider (Chorleiter) (* 1946), deutscher Chorleiter
- Volker Schneider (Politikwissenschaftler) (* 1952), deutscher Politikwissenschaftler
- Volker Schneider (Politiker) (* 1955), deutscher Politiker (Die Linke)
- Volkmar Schneider (Mediziner) (* 1940), deutscher Rechtsmediziner
- Volkmar Schneider (Redakteur) (* 1949), deutscher Redakteur und Autor
- Vreni Schneider (* 1964), Schweizer Skirennfahrerin

### W
- Waldemar Schneider (1919–??), deutscher Chemiker, Pharmazeut und Hochschullehrer
- Wally Schneider (* 1959), Schweizer Musikerin
- Walter Schneider (Manager) (1898–1986), deutscher Verkehrsmanager (BVG, Berlin)
- Walter Schneider (1903–1933), deutscher Arbeitersportler, siehe Eisleber Blutsonntag
- Walter Schneider (Maler) (1903–1968), Schweizer Maler, Zeichner und Lithograf
- Walter Schneider (Fußballspieler) (1912–1993), deutscher Fußballspieler und -funktionär
- Walter Schneider (Architekt) (1920–nach 2004), österreichischer Architekt
- Walter Schneider (Politiker, 1925) (1925–1999), deutscher Politiker (SPD), MdL Hessen
- Walter Schneider (Rennfahrer) (1927–2010), deutscher Motorradrennfahrer
- Walter Schneider (Chemiker) (1928–2011), Schweizer Chemiker und Hochschullehrer
- Walter Schneider (Schwimmer) (* 1928), Schweizer Schwimmer
- Walter Schneider (Drehbuchautor), deutscher Drehbuchautor
- Walter Schneider (Politiker, 1948) (* 1948), deutscher Politiker (Freie Wähler), Landrat von Neustadt an der Aisch-Bad Windsheim
- Walter Schneider (Politiker, 1949) (* 1949), deutscher Politiker, Landrat von Lörrach
- Walter Schneider (Musiker) (1950–2013), deutscher Musiker
- Walter Schneider (Eishockeyspieler) (* 1953), österreichischer Eishockeyspieler
- Walter Schneider-Argenbühl (1924–2000), deutscher Komponist und Dirigent
- Walter Schneider-Mousson (1894–1973), Schweizer Jurist
- Walter Schneider-Schnyder (1878–1942), Schweizer Landwirtschaftslehrer, Schuldirektor und Verbandsfunktionär
- Walter Leonhard Schneider (1878–1935), deutscher Opernsänger
- Walter Otto Schneider (1895–1962), US-amerikanischer Rechnungsprüfer und Masereel-Grafikensammler
- Walther Schneider (Schriftsteller) (1897–1970), österreichischer Journalist, Schriftsteller und Übersetzer
- Walther Schneider (Komponist) (1916–2010), deutscher Komponist, Orchesterleiter und Hochschullehrer
- Werner Schneider (Zoologe) (1887–1944), Schweizer Zoologe und Tierzüchter
- Werner Schneider (Fußballspieler, 1915) (1915–1997), deutscher Fußballspieler
- Werner Schneider (Politiker), deutscher Politiker (LDP), MdL Thüringen
- Werner Schneider (Moderator) (1920–1995), deutscher Sportmoderator
- Werner Schneider (Kalligraf) (1935–2022), deutscher Designer und Kalligraf
- Werner Schneider (Physiker, 1935) (* 1935), Schweizer Physiker und Hochschullehrer
- Werner Schneider (Fußballspieler, 1938) (* 1938), deutscher Fußballspieler
- Werner Schneider (Physiker, 1940) (* 1940), deutscher Physiker und Hochschullehrer
- Werner Schneider (Wirtschaftsprüfer) (* 1943), deutscher Wirtschaftsprüfer
- Werner Schneider (Fußballspieler, 1954) (* 1954), deutscher Fußballspieler
- Werner Schneider (Soziologe) (* 1960), deutscher Soziologe und Hochschullehrer
- Werner Schneider-Quindeau (1949–2017), deutscher Geistlicher und Filmfunktionär
- Wilfrid Schneider (1938–2020), deutscher Paläontologe
- Wilfried Schneider (* 1952), deutscher Fußballspieler
- Wilhelm Schneider (Komponist) (1781–1811), deutscher Komponist und Organist
- Wilhelm Schneider (Förster) (1801–1879), deutscher Forstwissenschaftler, Mathematiker und Herausgeber
- Wilhelm Schneider (Politiker, 1807) (1807–1867), deutscher Richter und Politiker
- Wilhelm Schneider (Schauspieler) (1847–1903), deutscher Schauspieler und Theaterregisseur
- Wilhelm Schneider (Bischof) (1847–1909), deutscher Geistlicher, Bischof von Paderborn
- Wilhelm Schneider (Gärtner, 1857) (1857–1920), deutscher Gärtner und Königlicher Garteninspektor
- Wilhelm Schneider (Verleger, I) († 1930), deutscher Drucker und Verleger
- Wilhelm Schneider (Maler, 1864) (1864–1935), österreichisch-tschechoslowakischer Maler
- Wilhelm Schneider (Verleger, 1865) (1865–nach 1925), deutscher Zeitungsverleger und -gründer
- Wilhelm Schneider (Hotelier) (1867–1922), deutscher Hotelier
- Wilhelm Schneider (Gärtner, 1880) (1880–nach 1940), deutscher Gärtner
- Wilhelm Schneider (Politiker, 1880) (1880–1946), deutscher Politiker (SPD), MdBB
- Wilhelm Schneider (Chemiker, 1882) (1882–1939), deutscher Chemiker
- Wilhelm Schneider (Linguist) (1885–1979), deutscher Linguist und Pädagoge
- Wilhelm Schneider (Pfarrer) (1892–1940), deutscher Pfarrer und Publizist
- Wilhelm Schneider (Politiker, 1894) (1894–nach 1933), deutscher Politiker (NSDAP), MdL Preußen
- Wilhelm Schneider (Maler, 1896) (1896–nach 1952), deutscher Maler
- Wilhelm Schneider (Chemiker) (1900–1980), deutscher Chemiker
- Wilhelm Schneider (Politiker, 1906) (1906–1943), deutscher Politiker (NSDAP), MdR
- Wilhelm Schneider (Stabhochspringer) (1907–1988), polnischer Stabhochspringer
- Wilhelm Schneider (Mediziner) (1910–2003), deutscher Dermatologe und Hochschullehrer
- Wilhelm Schneider (Politiker, 1913) (1913–1995), deutscher Politiker (SPD)
- Wilhelm Schneider (Politiker, 1915) (1915–2003), deutscher Politiker (SPD), MdL Bayern
- Wilhelm Schneider (Politiker, 1926) (1926–2007), deutscher Politiker (SPD), Bürgermeister von Wesel
- Wilhelm Schneider (Industrieller) (* um 1928), deutscher Industrieller, Vorstandsvorsitzender der Fried. Krupp GmbH
- Wilhelm Schneider (Politiker, 1958) (* 1958), deutscher Politiker (CSU), Landrat von Haßberge
- Wilhelm Schneider (Wirtschaftswissenschaftler) (* 1965), deutscher Wirtschaftswissenschaftler und Hochschullehrer
- Wilhelm Schneider-Clauß (1862–1949), deutscher Autor und Karnevalist
- Wilhelm Schneider-Didam (1869–1923), deutscher Maler
- Wilhelm Gottlieb Schneider (1814–1889), deutscher Insektenkundler und Botaniker
- Wilhelm Heinrich Schneider (1821–1900), deutscher Maler und Grafiker
- Wilhelm Rudolf Schneider (1901–1973), deutscher Hotelier
- Wilhelmine Schneider (* 1990), deutsche Sängerin siehe Wilhelmine (Sängerin)
- Willi Schneider (Medium) (1903–1971), österreichisches parapsychologisches Medium
- Willi Schneider (Politiker, 1907) (1907–1931), deutscher Politiker (SPD)
- Willi Schneider (Politiker, 1939) (1939–2010), tschechischer Heimatforscher und Politiker, Bürgermeister von Horní Blatná
- Willi Schneider (Skeletonpilot) (* 1963), deutscher Skeletonpilot
- William Schneider (Politiker) (Bill Schneider; * 1959), US-amerikanischer Anwalt und Politiker
- William Conrad Schneider, eigentlicher Name von Buzz Schneider (* 1954), US-amerikanischer Eishockeyspieler
- William H. Schneider (1934–1994), US-amerikanischer Generalleutnant
- Willy Schneider (Politiker) (1884–1967), deutscher Politiker (SPD)
- Willy Schneider (Sänger) (1905–1989), deutscher Sänger
- Willy Schneider (Komponist) (1907–1983), deutscher Komponist, Musikpädagoge und Dirigent
- Willy Schneider (Fussballspieler) (* 1934), Schweizer Fußballspieler
- Willy Schneider (Ökonom) (* 1963), deutscher Wirtschaftswissenschaftler
- Woldemar Schneider (1919–2010), deutscher Chemiker und Hochschullehrer
- Wolf Schneider (Wolf Dietrich Schneider; 1925–2022), deutscher Journalist und Sprachkritiker
- Wolf-Dieter Schneider (* 1942), deutscher Metallurg, Industriemanager und Hochschullehrer
- Wolfgang Schneider (Ornithologe) (1903–1987), deutscher Jurist und Ornithologe
- Wolfgang Schneider (Pharmaziehistoriker) (1912–2007), deutscher Pharmaziehistoriker
- Wolfgang Schneider (Historiker) (* 1931), deutscher Geschichtswissenschaftler und Hochschullehrer
- Wolfgang Schneider (Mediziner, 1932) (1932–2011), deutscher Internist und Hochschullehrer
- Wolfgang Schneider (Kunsthistoriker) (1938–2003), deutscher Kunsthistoriker, Journalist und Autor
- Wolfgang Schneider (Schachspieler) (* 1938), deutscher Schachspieler
- Wolfgang Schneider (Fußballspieler) (* 1940), deutscher Fußballspieler
- Wolfgang Schneider (Schauspieler) (* um 1940), deutscher Schauspieler
- Wolfgang Schneider (Architekt) (* 1948), deutscher Architekt
- Wolfgang Schneider (Militär) (* 1948/1949), österreichischer General
- Wolfgang Schneider (Politiker), deutscher Politiker (DBD)
- Wolfgang Schneider (Psychologe) (* 1950), deutscher Psychologe und Hochschullehrer
- Wolfgang Schneider (Militärhistoriker) (* 1950), deutscher Offizier und Militärhistoriker
- Wolfgang Schneider (Mediziner, 1952) (* 1952), deutscher Psychotherapeut, Psychiater und Hochschullehrer
- Wolfgang Schneider (Journalist) (* 1952), deutscher Journalist
- Wolfgang Schneider (Suchtforscher) (* 1953), deutscher Suchtforscher
- Wolfgang Schneider (Kulturwissenschaftler) (* 1954), deutscher Kulturwissenschaftler
- Wolfgang Schneider (Schiedsrichter) (* 1954), deutscher Fußballschiedsrichter
- Wolfgang Schneider (Literaturkritiker) (* 1963), deutscher Literaturkritiker
- Wolfgang Schneider (Leichtathlet), deutscher Leichtathlet
- Wolfgang Schneider (Moderator), deutscher Hörfunkmoderator
- Wolfgang Christian Schneider (* 1947), deutscher Philosoph und Historiker
- Wolfgang Ludwig Schneider (* 1953), deutscher Soziologe und Hochschullehrer
- Wolfgang Zicke Schneider (* 1945), deutscher Schlagzeuger
- Wolfram Schneider (1942–2022), deutscher Bildhauer und Grafiker

### Y
- Yann Schneider (* 1986), französischer Fußballspieler
- Yanna Schneider (* 1996), deutsche Taekwondoin

### Fiktive Person
- Admiral von Schneider im Sketch Dinner for One